# Temperaturanomalien im Jahr 2023
| Monat     | Global   | Europa   |
| --------- | -------- | -------- |
| Januar    | +0,25 °C | +2,20 °C |
| Februar   | +0,29 °C | +1,22 °C |
| März      | +0,51 °C | +0,98 °C |
| April     | +0,32 °C | +0,23 °C |
| Mai       | +0,40 °C | +0,28 °C |
| Juni      | +0,53 °C | +0,74 °C |
| Juli      | +0,72 °C | +0,38 °C |
| August    | +0,71 °C | +1,36 °C |
| September | +0,93 °C | +2,51 °C |
| Oktober   | +0,85 °C | +1,30 °C |
| November  | +0,85 °C | +0,48 °C |
| Dezember  | +0,85 °C | +0,97 °C |
| Jahr 2023 | +0,60 °C | +1,02 °C |

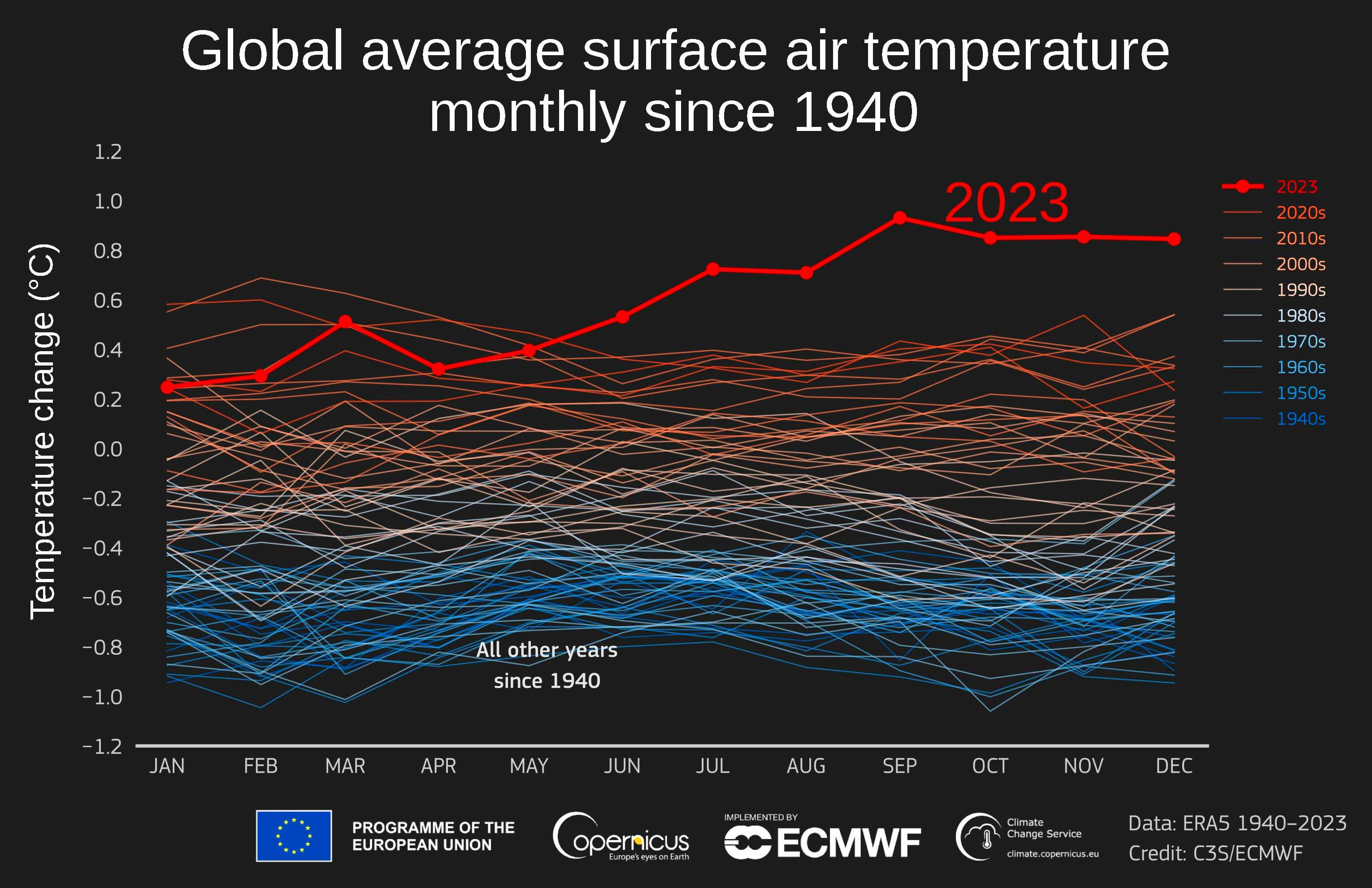
Monatliche Anomalien der globalen Oberflächenlufttemperatur (°C) im Vergleich zu 1991–2020 von Januar 1940 bis Dezember 2023, aufgetragen als Zeitreihen für jedes Jahr

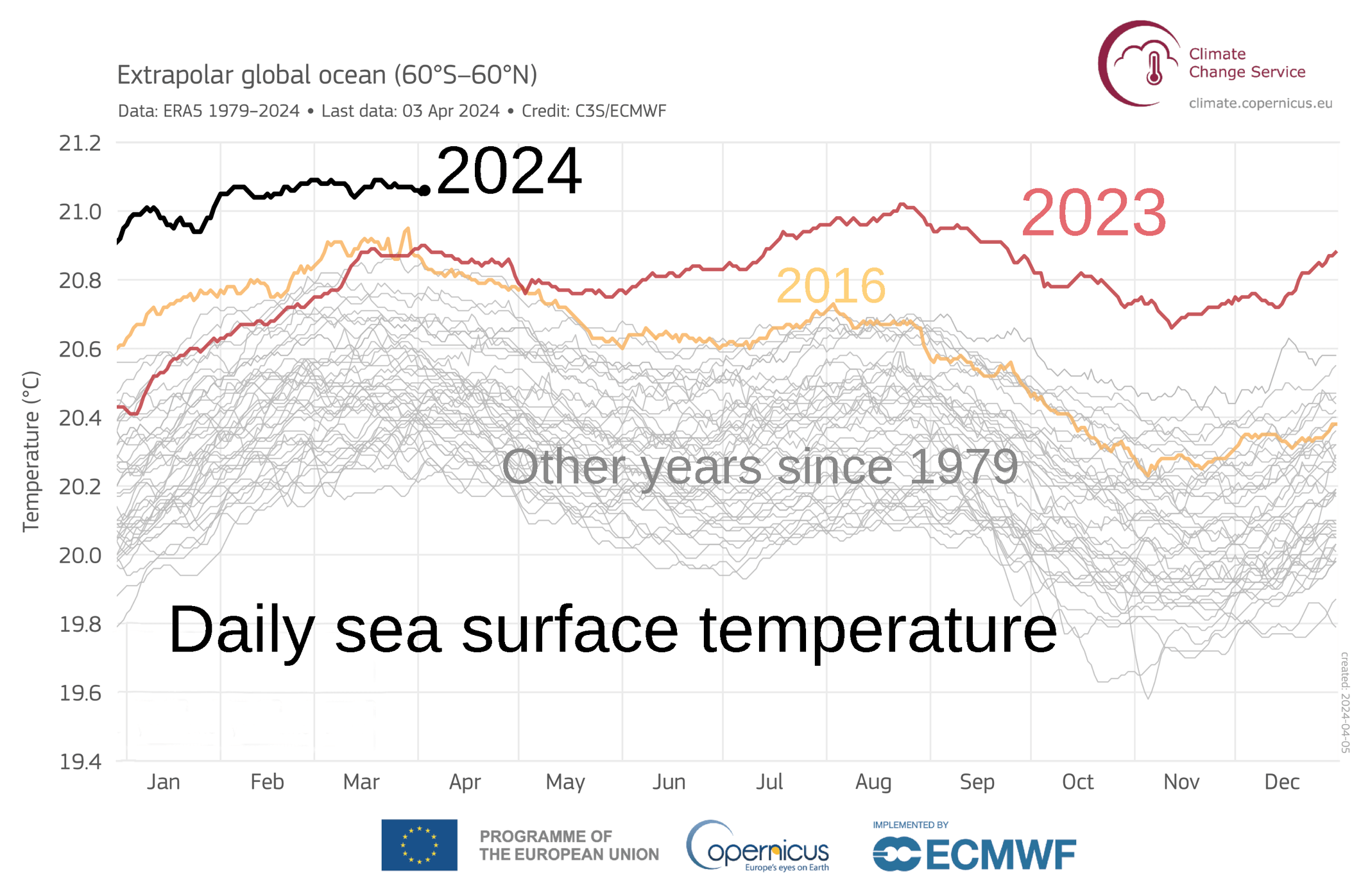
Entwicklung der Meeresoberflächentemperatur 1979–2024.

Die Temperaturanomalien im Jahr 2023 sind Abweichungen von Temperaturmittelwerten für das Jahr 2023. Als Vergleich dient, wenn nicht anders angegeben, die Normalperiode 1991–2020, die der von der Weltorganisation für Meteorologie (WMO) verwendete Referenzzeitraum ist. Die Abweichungen werden in diesem Artikel nach Zahlen pro Monat zum einen global und zum anderen für Europa betrachtet und beruhen auf den Angaben des Copernicus Climate Change Service (C3S). Darüber hinaus werden einige weitere regionale, monatliche Temperaturanomalien und in den jeweiligen Monat fallende Hitze- und Kältewellen sowie damit zusammenhängende Wetterphänomene und Temperaturrekorde erwähnt.
2023 war nach Angaben des Copernicus Climate Change Service das wärmste Jahr seit 1850. Die globale Jahresmitteltemperatur lag mit 14,98 °C um 0,17 °C über dem bisherigen Temperaturrekord für 2016 und um 0,60 °C über der Normalperiode 1991–2020. Im Vergleich zum vorindustriellen Zeitraum von 1850–1900 war 2023 um 1,48 °C wärmer und darüber hinaus erstmals jeder Tag des Jahres um mindestens 1 °C wärmer als der vorindustrielle Durchschnitt für den jeweiligen Tag. Auch die WMO bestätigte 2023 als wärmstes Jahr mit einer globalen Jahresdurchschnittstemperatur von 1,45 ± 0,12 °C über dem vorindustriellen Niveau. Juli und August waren die zwei wärmsten Monate seit Aufzeichnungsbeginn. Die WMO kombiniert Daten sechs internationaler meteorologischer Organisationen, darunter NOAA, das Met Office, der Copernicus Climate Change Service des European Centre for Medium-Range Weather Forecasts (ECMWF) und die Japan Meteorological Agency (JMA). Alle sechs Datensätze stuften 2023 als das bisher wärmste Jahr ein. NOAA gab für 2023 einen Wert von 1,35 °C über dem vorindustriellen Niveau an. Die Änderung der Jahrestemperatur von 2022 bis 2023 war laut dem Copernicus Climate Change Service zudem größer als zwischen jeden anderen zwei Folgejahren im ERA5-Datensatz. Europa verzeichnete das zweitwärmste Jahr nach 2020. Die Temperaturen lagen um 1,02 °C über der Normalperiode und um 0,17 °C unter dem Rekordjahr. In Deutschland wurde das wärmste Jahr seit Messbeginn verzeichnet. Es dominierten laut dem Deutschen Wetterdienst jedoch eher feucht-warme Bedingungen mit hohen Niederschlagsmengen, während frühere Rekordjahre oft von Trockenheit und Hitzewellen geprägt waren. In der Schweiz wurde das zweitwärmste Jahr seit Messbeginn 1864 verzeichnet. Insgesamt wurde dort an 28 von 87 Messstationen ein neuer Jahreshöchstwert verzeichnet.
Auch die globalen Meeresoberflächentemperaturen erreichten von April bis Dezember jeweils neue Rekordwerte. Der Tagestemperaturrekord von März 2016 wurde im August gebrochen. Es kam zu marinen Hitzewellen im Mittelmeer, dem Golf von Mexiko, der Karibik, dem Indischen Ozean, dem Nordpazifik und großen Teilen des Nordatlantiks. Diese können insbesondere für Korallenriffe verheerend sein. Die hohen Meeresoberflächentemperaturen im Atlantik trugen zudem zu einer überdurchschnittlichen Hurrikansaison bei. Die Meereisausdehnung in der Antarktis war sowohl im Februar zum jährlichen Minimum am Ende des Sommers als auch im September zum jährlichen Maximum am Ende des Winters die niedrigste seit Beginn der Aufzeichnungen.
Neben der menschengemachten globalen Erwärmung war ein im Jahr 2023 wesentlicher, verstärkender Faktor für die hohen Temperaturen das Ende von La Niña Anfang des Jahres und Beginn von El Niño Mitte des Jahres. Das natürlich auftretende Phänomen spiegelt sich deutlich im Temperaturanstieg gegenüber dem Vorjahr wider. Allerdings hatte das Wetterphänomen, nach einer Studie um Sonia Seneviratne, gerade einmal einen Einfluss von 0,2 °C, also ein eher geringer Anteil im Vergleich zum Menschen. Einen Einfluss hatte möglicherweise auch der Vulkanausbruch des Hunga Tonga im Januar 2022, der große Mengen Wasserdampf in die Atmosphäre brachte. Auch Änderungen von Seeschifffahrtsvorschriften im Jahr 2020, die die Menge des in die Atmosphäre emittierten und einen kühlenden Effekt bewirkenden Schwefeldioxids verringerten, spielten eine Rolle. Über die Größe des Beitrags zu den Rekordtemperaturen im Jahr 2023 besteht jedoch noch Uneinigkeit und weitere Analysen werden im Laufe des Jahres 2024 erwartet.
Zu den nach der Zuordnungsforschung durch den menschengemachten Klimawandel begünstigten Extremwetter- und Katastrophenereignissen des Jahres zählten unter anderem die verheerendste Waldbrandsaison Kanadas, die Überschwemmungen in Griechenland und Libyen durch Medicane Daniel und eine extreme Hitzewelle in Südamerika und Dürre im Amazonasbecken.
Einer Modellierungsstudie zufolge sind im Jahr 2023 mehr als 47.000 Menschen in Europa an den Folgen von Hitze verstorben.

## Jahresverlauf
Prognosen von Dezember 2022 gingen für 2023 mit einem Ende der bereits drei Jahre andauernden, kühlenden La-Niña-Phase im Südpazifik aus, was im März eintraf, und damit mit gegenüber dem Vorjahr insgesamt zunehmenden Temperaturen.
Ab Juni war jeder Monat der jeweils heißeste:
- Der Juni wurde global der wärmste Junimonat seit Aufzeichnungsbeginn.[27]

- Am 3. und 4. Juli wurde mit 17,01 °C und 17,18 °C jeweils ein neuer Höchstwert für die globale Tagesmitteltemperatur erreicht.[28][29] Am 4. Juli erklärte die WMO den Beginn El Niños.[30] Insgesamt wurde der Juli 2023 der wärmste Monat überhaupt seit Aufzeichnungsbeginn.[31] Ergebnisse der Zuordnungsforschung konnten nachweisen, dass die extreme Hitze in Nordamerika, Europa und China im Juli 2023 sich mit deutlicher Wahrscheinlichkeit durch den vom Menschen verursachten Klimawandel erklären lässt.[32]

- Nachdem auch der heißeste je gemessene August verzeichnet wurde, schloss der meteorologische Sommer (bestehend aus den Monaten Juni, Juli und August) 2023 als heißester je gemessener borealer Sommer ab und überholte damit den bisherigen Sommertemperaturrekord aus dem Jahr 2019.[33][34]

- Auch der September war auf globaler Ebene der wärmste je gemessene September seit Messbeginn und überbot den bisher wärmsten September aus dem Jahr 2020 um 0,5 °C.[35] Im ERA5-Datensatz, der seit 1940 zur Verfügung steht, wurde der September 2023 mit einem Plus von 0,93 °C als die bisher größte Temperaturanomalie über alle Monate hinweg registriert.[36] Ebenso war der September auch in Europa der wärmste je gemessene September seit Messbeginn; er übertraf den bisher wärmsten in Europa gemessenen September ebenfalls aus dem Jahr 2020 um 1,1 °C.[35]

- Der Oktober war global gesehen der bisher wärmste seit Messbeginn und 0,4 °C wärmer als der bisherige Rekord aus dem Jahr 2019. In Europa war es der viertwärmste Oktober seit Messbeginn.[37]

- Auch der November und Dezember waren jeweils weltweit die wärmsten seit Beginn der Aufzeichnungen. Es wurden somit sieben Rekordmonate in Folge verzeichnet.[38][39]

Erstmals übertraf die globale Durchschnittstemperatur für eine 12-Monats-Periode, gemessen vom Februar 2023 bis Januar 2024, den Mittelwert des vorindustriellen Vergleichszeitraums von 1850–1900 um mehr als 1,5 °C. Die 1,5-Grad-Grenze wurde indes nicht überschritten, da hierzu das 20-Jahresmittel gilt.

## Januar
Der Januar 2023 war der siebtwärmste seit Beginn der Aufzeichnungen. Die Monatsmitteltemperatur lag 0,25 °C über der Normalperiode und 0,33 °C unter jener von Januar 2020. Überdurchschnittlich warm war es in großen Teilen Europas. Die Temperaturen an Neujahr erreichten in mindestens sieben Ländern einen neuen Rekordwert und lagen durchschnittlich um 2,2 °C über der Normalperiode. Europa allein betrachtet war der Januar 2023 der drittwärmste seit 1979 mit 0,45 °C kälteren Temperaturen als im Rekordmonat Januar 2020. Auch in Spitzbergen und im Westen Russlands sowie im Osten der Vereinigten Staaten, Kanada, Mexiko und im Süden Südamerikas war es überdurchschnittlich warm. In Chile kam es nach einer Hitzewelle Ende Januar mit Temperaturen über 40 °C zu den verheerendsten Waldbränden seit 2017. Dabei starben 24 Menschen. Kälter waren die Temperaturen im Januar in Afghanistan, Pakistan, Australien und Sibirien. In Dschalinda am Amur fielen sie am 10. Januar bis auf −62,1 °C – das erste Mal seit 2002, dass Temperaturen in Sibirien −62 °C erreichten. Die niedrigste Temperatur in Russland wurde 1933 mit −67,8 °C gemessen. In der afghanischen Provinz Ghor fielen die Temperaturen auf bis zu −33 °C. Es kam zu mindestens 70 Todesopfern und Schätzungen nach verendeten in mehreren Provinzen insgesamt über 70.000 Rinder während der Kältewelle. In der Mongolei kam es zu einem starken Dsud. In den Aimags Dsawchan und Uws fielen die Lufttemperaturen bis auf −50 °C. Bis Stand 1. Februar verendeten in dem Winter bereits 416.560 Nutztiere. Am 22. Januar wurde in der nordchinesischen Stadt Mohe mit −53 °C ein neuer Kälterekord für China verzeichnet. In Australien entsprach die Durchschnittstemperatur für Januar nach Angabe des Bureau of Meteorology der der Jahre 1961 bis 1990.

## Februar
Der Februar 2023 war global gesehen der seit Aufzeichnungsbeginn fünftwärmste Februarmonat. Die Temperaturen lagen global um 0,29 °C und in Europa um 1,22 °C über der Normalperiode. Besonders warm fiel der Februar innerhalb Europas in Skandinavien aus. Insgesamt war der gesamte Winter der zweitwärmste in Europa. Im Februar lagen auch weiter nördlich auf Spitzbergen und weiter östlich im Westen Russlands und Zentralasiens die Temperaturen über dem Wert der Normalperiode. In Indien wurde der Februar 2023 als der wärmste seit 122 Jahren verzeichnet. In Nordamerika war es im Osten der Vereinigten Staaten ebenfalls wärmer als gewöhnlich, wohingegen die Temperaturen im Westen des Landes sowie vor allem in Kanada 2023 kälter ausfielen. In Australien waren die Temperaturen ebenfalls zweigeteilt: Im Westen des Landes war es überdurchschnittlich warm, während es im Norden kälter war. Die Durchschnittstemperaturen lagen national 0,41 °C über dem Mittelwert von 1961–1990. In Australien lag die Durchschnittstemperatur für Februar nach Angabe des Bureau of Meteorology um 0,41 °C über dem Durchschnittswert der Jahre 1961–1990.
Über den Ozeanen waren die Lufttemperaturen im nordöstlichen Nordatlantik, im südwestlichen Südatlantik, im westlichen Südpazifik und vor Südafrika überdurchschnittlich hoch, während sie im nordöstlichen bis tropischen Pazifik und vor der Westküste der Antarktis niedriger ausfielen. La Niña schwächte sich weiter ab.

## März
Der März 2023 lag global betrachtet um 0,51 °C über dem Wert der Normalperiode. Er war zusammen mit den ähnlich warmen Märzmonaten in den Jahren 2017, 2019 und 2020 der zweitwärmste März seit Aufzeichnungsbeginn. Am wärmsten war der März 2016, der noch einmal um 0,11 °C wärmer ausfiel. Allein Europa betrachtet fiel der März 2023 sogar um 0,98 °C wärmer aus als in der Normalperiode, war jedoch um 1,3 °C kühler als im März 2014. Innerhalb Europas war es lediglich in Skandinavien kühler als gewöhnlich. Überdurchschnittlich warm war es angrenzend an Europa ebenfalls in Nordafrika und über Sibirien und Zentralasien bis Japan. Neue Temperaturrekorde wurden in Marokko, China und Japan aufgestellt. Ganz Asien betrachtet war der März 2023 der zweitwärmste seit Aufzeichnungsbeginn. In Nordamerika war es im Osten wärmer als gewöhnlich, während die Temperaturen im Westen deutlich kühler ausfielen. In Australien lag die Durchschnittstemperatur für März nach Angabe des Bureau of Meteorology um 1,11 °C über der der Jahre 1961–1990. Im März endeten die drei Jahre andauernden La-Niña-Bedingungen mit überdurchschnittlich hohen Temperaturen im nordöstlichen Südpazifik.

## April

Entwicklung der Meeresoberflächentemperaturen und -temperaturanomalien von Februar bis Ende April (NOAA)

Im April 2023 lagen die Temperaturen global um 0,32 °C über der Normalperiode und in Europa um 0,23 °C.
In Europa kam es in Spanien und Portugal Ende April zu einer ungewöhnlich frühen Hitzewelle und damit einhergehend zu einer früher beginnenden Waldbrandsaison. In beiden Ländern war der Monat der heißeste April seit Beginn der Aufzeichnungen; auch wurden für April an einigen Orten bisherige Temperaturrekorde gebrochen (38,8 °C im spanischen Córdoba und 36,9 °C im portugiesischen Mora, jeweils am 27. April). Eine Attributionsstudie der World Weather Attribution Initiative kam zu dem Ergebnis, dass eine Hitzewelle wie die vom 26. bis 28. April etwa alle 400 Jahre auftritt. Betroffen waren auch Marokko, wo einige lokale Temperaturrekorde für April gebrochen wurden und die Temperaturen in Städten wie Sidi Slimane, Marrakesch und Taroudant über 41 °C stiegen, sowie Algerien, das am 28. April Temperaturen über 40 °C erreichte. Überdurchschnittlich warm war der Monat innerhalb Europas zudem im Norden Skandinaviens und im Westen Russlands, wohingegen ein Band vom Vereinigten Königreich bis in die Türkei unterdurchschnittliche Temperaturen erlebte.
In weiten Teilen Asiens kam es zu einer schweren Hitzewelle. Neue Temperaturrekorde wurden unter anderem in den chinesischen Städten Chengdu, Zhejiang, Nanjing und Hangzhou aufgestellt. An mehr als 100 Wetterstationen wurden lokale Rekorde gebrochen. In der laotischen Stadt Muang Sainyabuli wurde eine Temperatur von 42,9 °C gemessen, die bisher höchste des Landes, und auch in der Hauptstadt wurde am 15. April mit 41,4 °C ein neuer Rekordwert erreicht. In Thailand wurde ebenfalls am 15. April mit 45,4 °C in der Stadt Tak ein neuer Temperaturrekord erreicht. In Indien wurden an 32 Wetterstationen im Land Maximaltemperaturen von über 42 °C gemessen. Bei einem Outdoor-Event im Bundesstaat Maharashtra starben mindestens 13 Menschen. Zusammen mit Thailand kamen Stand 20. April insgesamt mindestens 15 Menschen infolge der Extremtemperaturen ums Leben. Am Wochenende des 22. und 23. April 2023 wurden an vielen Orten wieder Temperaturen von mehr als 40 °C gemessen. Im indischen Prayagraj war das Thermometer auf 44,6 °C geklettert. An einem Ort in Bangladesch wurden fast 43 °C erreicht. In Dhaka, der Hauptstadt von Bangladesch, stiegen die Temperaturen auf 40,6 °C und damit höher als seit 58 Jahren. Der Wetterhistoriker Maximiliano Herrera sprach von der „schlimmsten April-Hitzewelle in der Geschichte Asiens“. Die World Weather Attribution Initiative kam u. a. zu dem Ergebnis, dass die viertägige Hitzewelle vom 17. bis 20. April in Indien und Bangladesch mit der globalen Erwärmung um den Faktor 30 wahrscheinlicher wurde. Für Thailand und Laos wurde der Zeitraum vom 18. bis 21. April untersucht. Im gegenwärtigen Klima wird die feuchte Hitzewelle dort im Gegensatz zu Indien und Bangladesch als seltenes Ereignis eingeschätzt. An einigen Orten in Südasien war die extreme Hitze in Kombination mit der hohen Luftfeuchtigkeit im lebensbedrohlichen Bereich (vgl. Kühlgrenztemperatur).
Besonders kalt war es dagegen im April weiterhin in der Mongolei. Stand 19. April herrschten in 13 von 21 Aimags Dsud-Bedingungen. Trotz der Hitzewelle war es in Indien im April insgesamt ebenfalls kühler als zur Normalperiode sowie in einem Band nordwärts bis Sibirien. Unterdurchschnittlich warm war es zudem in Australien und dort vor allem im Westen des Landes sowie in Alaska, wo in Nome eine neue Tiefsttemperatur für den Monat April erreicht wurde. Überdurchschnittlich warm war es dagegen im Nordosten der Vereinigten Staaten und Kanadas und in Südamerika in Argentinien und Chile sowie im Nordwesten und Süden Afrikas. Auch die Temperaturen in der Antarktis waren höher als gewöhnlich.
Über großen Teilen der Ozeane waren die Lufttemperaturen höher als zur Normalperiode. Besonders ausgeprägt waren die überdurchschnittlich hohen Temperaturen im Weddellmeer sowie im Nordpazifik und im Humboldtstrom.
Anfang April erreichte zudem die gemessene Meeresoberflächentemperatur einen Durchschnittswert von 21,1 °C und damit einen neuen Rekordwert. Die Meeresoberflächentemperaturen stiegen von Anfang März bis Ende April global um fast 0,2 °C und insbesondere im äquatorialen Ostpazifik vor Peru und Ecuador, was als ein Anzeichen für einen heftigen Beginn El Niños gedeutet wurde.

Wöchentliche Temperaturanomalien im April 2023 basierend auf vorläufigen Daten (NOAA)
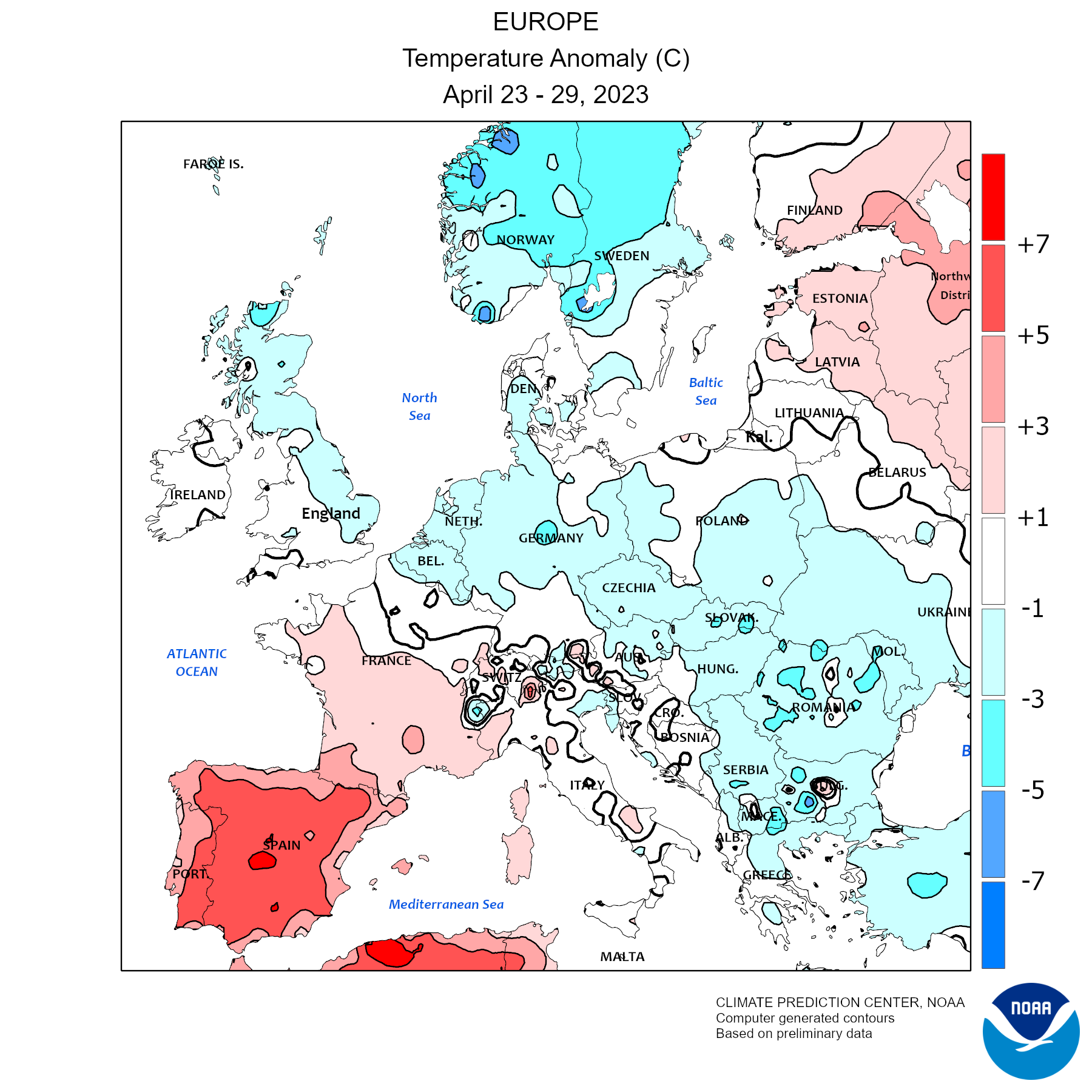
Europa (23.–29. April)
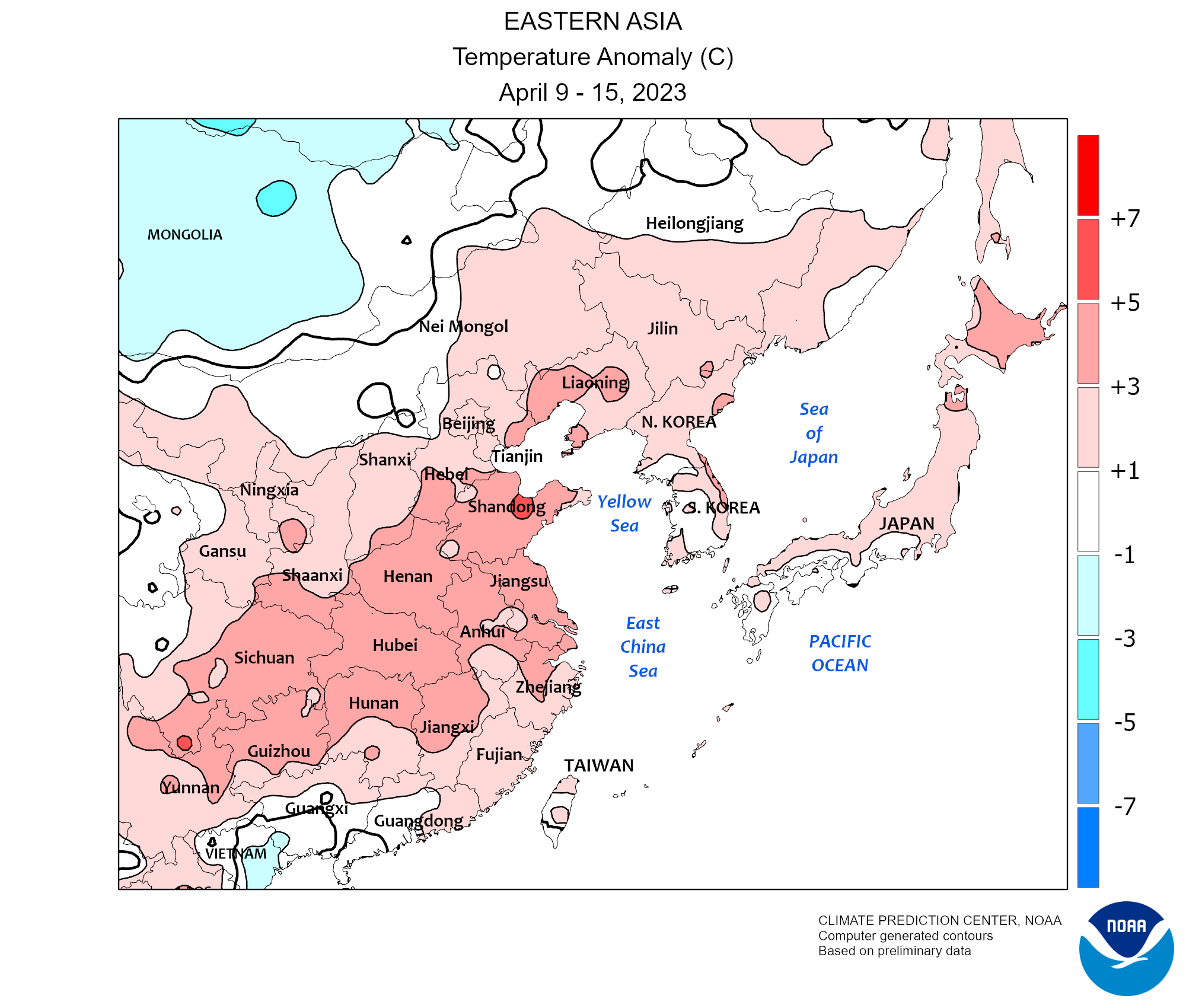
Ostasien (9.–15. April)
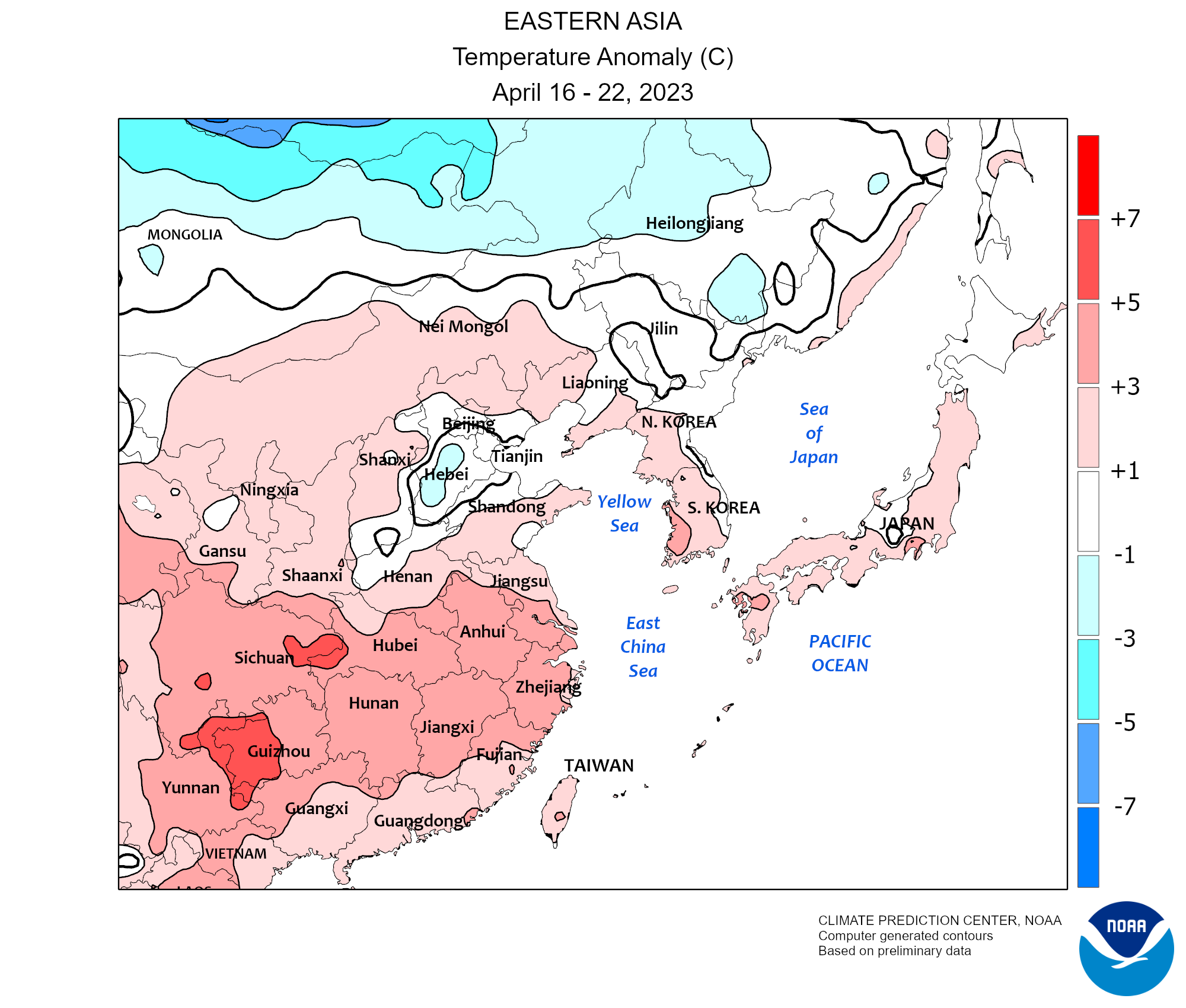
Ostasien (16.–22. April)
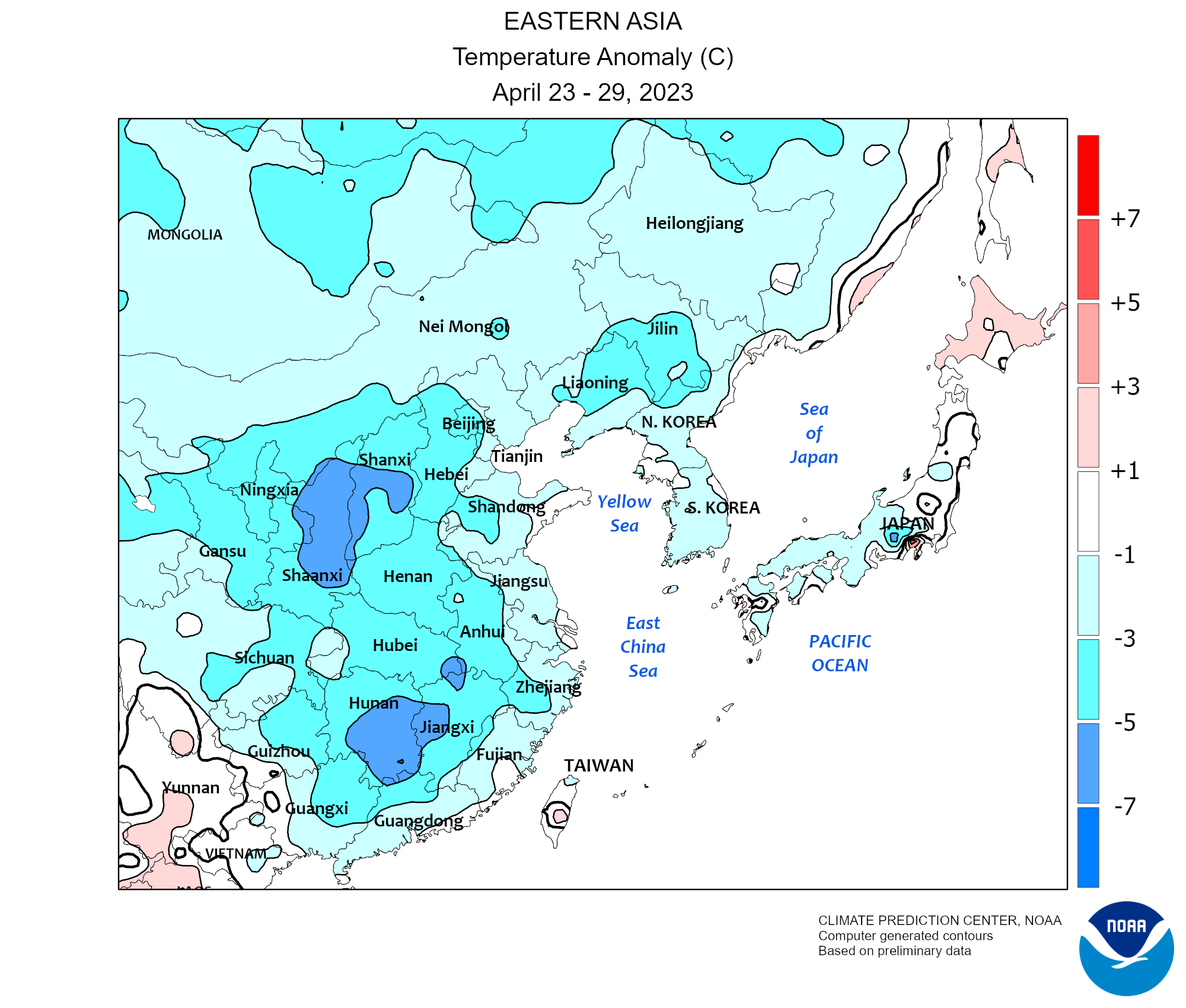
Ostasien (23.–29. April)
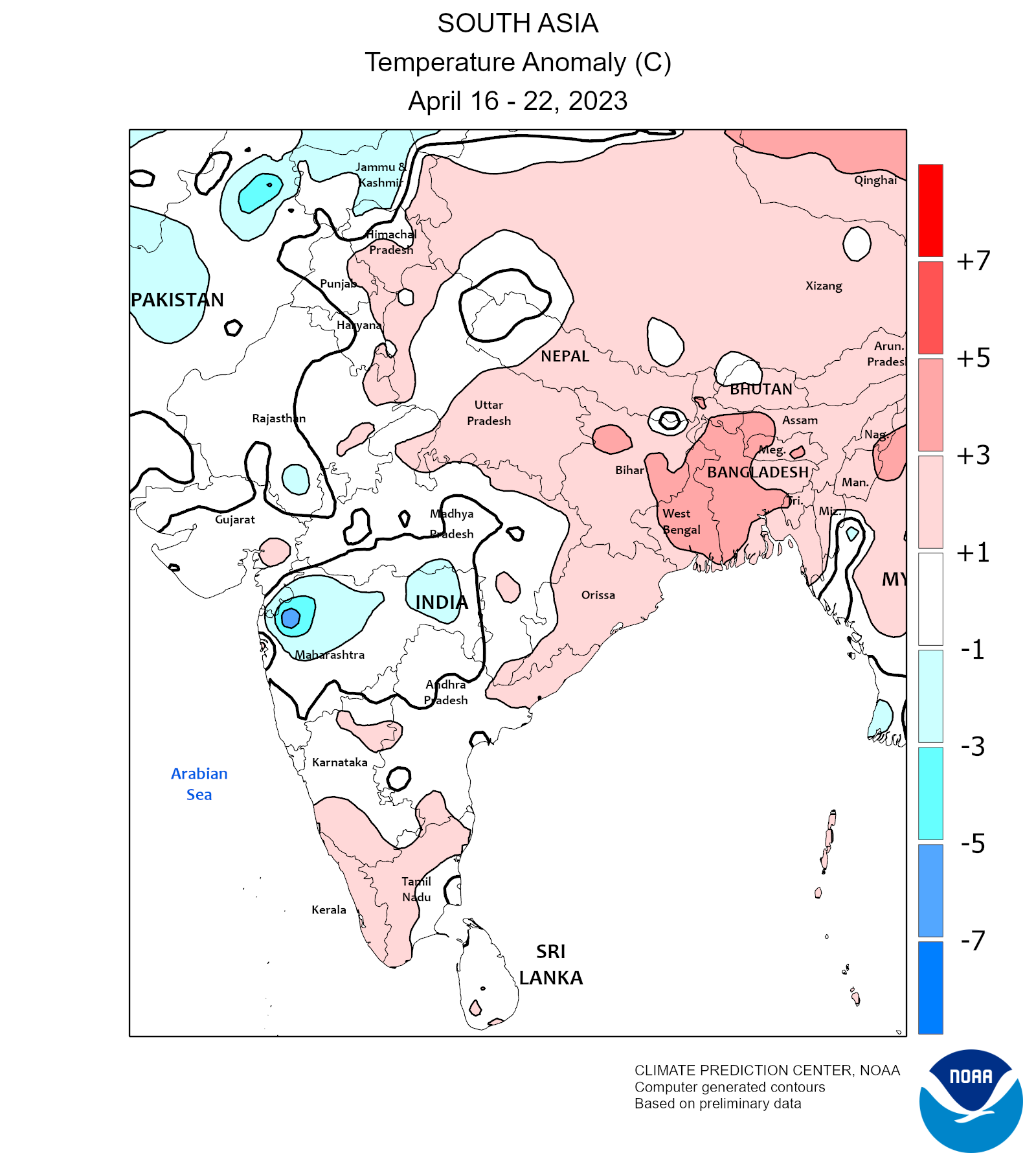
Südasien (16.–22. April)

## Mai

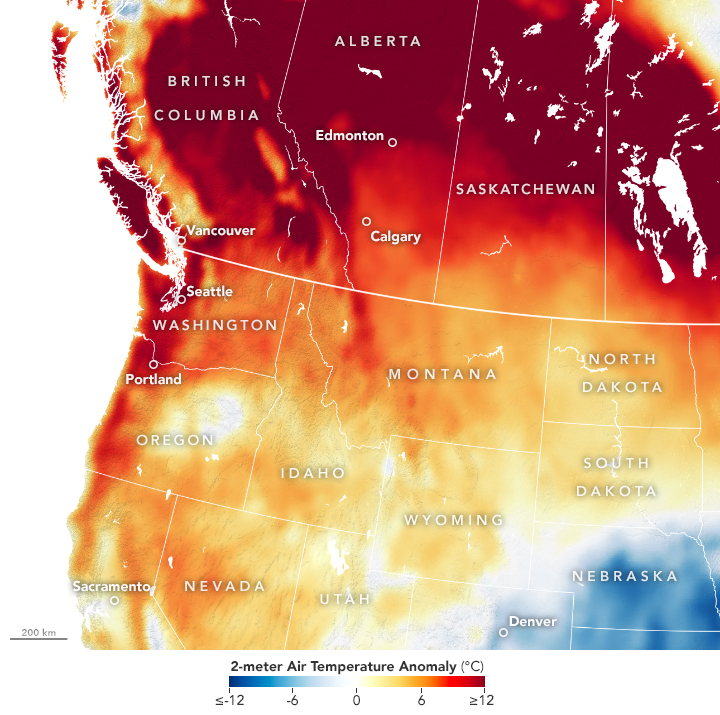
Temperaturanomalien in Nordamerika für 15. Mai 2023

Der Mai 2023 war global um 0,4 °C wärmer als die Normalperiode. Er war nach Mai 2020 zusammen mit den ähnlich warmen Monaten der Jahre 2016 und 2017 der zweitwärmste Mai seit Aufzeichnungsbeginn und lag weniger als 0,1 °C unter dem Rekordwert von 2020. Europa betrachtet lagen die Temperaturen dagegen nahe der Normalperiode.
Am 6. Mai 2023 wurde in Vietnam abermals ein nationaler Temperaturrekord gebrochen. An einer Wetterstation in der nördlichen Provinz Thanh Hóa wurden 44,1 °C gemessen. Der bisherige Rekord war mit 43,4 °C im April 2019 gemessen worden. In Thailand wurden 44,6 °C gemessen, was gleich auf war mit dem bisherigen Temperaturrekord des Landes, und in Myanmar an einem Ort 43,8 °C. In Bangladeschs Hauptstadt Dhaka wurde die höchste Temperatur seit den 1960er Jahren gemessen und in Indien war es ebenfalls überdurchschnittlich heiß. In Laos wurde mit 43,5 °C ein neuer Temperaturrekord aufgestellt. Ein Einflussfaktor für die hohen Temperaturen in Südostasien waren die wegen der geringen Regenfälle im Winter trockenen Böden, welche sich stärker aufwärmen konnten. In Shanghai erreichten die Temperaturen mit maximal 36,7 °C am 29. Mai einen neuen Monatsrekord. In Pakistan stiegen die Temperaturen Mitte Mai in einigen Gebieten auf fast 50 °C.
In Afrika lagen die Temperaturen im Mai insbesondere im Südsudan und der Zentralafrikanischen Republik sowie bis ins südliche Afrika nach Botswana, Sambia und Simbabwe über denen der Normalperiode.
Im Westen Nordamerikas kam es Mitte Mai zu einer ungewöhnlich frühen und starken Hitzewelle, die an die Hitzewelle in Nordamerika von 2021 erinnerte, jedoch wegen der früheren Jahreszeit nicht so hohe Temperaturen erreichte. Im US-Bundesstaat Washington wurden Monatsrekorde in Quillayute und Hoquiam gebrochen sowie in Oregon in Florence, North Bend und Astoria. Auch in der kanadischen Provinz British Columbia wurde u. a. in Pemberton, Campbell River und Tofino ein neuer Temperaturrekord für Mai erreicht. Darüber hinaus wurden zahlreiche Tagesrekorde gebrochen. Die Hitzewelle verstärkte die bestehende Trockenheit und fachte Waldbrände neu an. Stand 17. Mai gab es allein in der Provinz Alberta 91 Waldbrände, in British Columbia wurden 60 Brände gezählt, von denen 15 als unkontrolliert galten (siehe Waldbrände in Kanada 2023). Der Mai 2023 war einer der heißesten in Kanada seit Aufzeichnungsbeginn. Auch in weiten Teilen Südamerikas war der Mai überdurchschnittlich warm.
In Australien fiel der Mai ungewöhnlich kalt aus. Die täglichen Minimaltemperaturen lagen im Monatsdurchschnitt so niedrig wie zuletzt 1944 nicht mehr. Auch von Nordindien bis Teilen Sibiriens waren die Temperaturen ungewöhnlich niedrig. In der Mongolei kam es ab 19. Mai zu Schneestürmen, die menschliche Verluste und Infrastrukturschäden verursachten.
Die Wasseroberflächen- und Lufttemperaturen in den eisfreien Meeresgebieten waren höher als in jedem bisherigen Mai. Die Ausdehnung des Meereises in der Antarktis lag 17 Prozent unter dem Normalwert für Mai und erreichte damit ein drittes Jahr in Folge ein Rekordtief. Im Ostpazifik hielten in Äquatornähe die Anzeichen für die Entwicklung von El Niño an.

## Juni

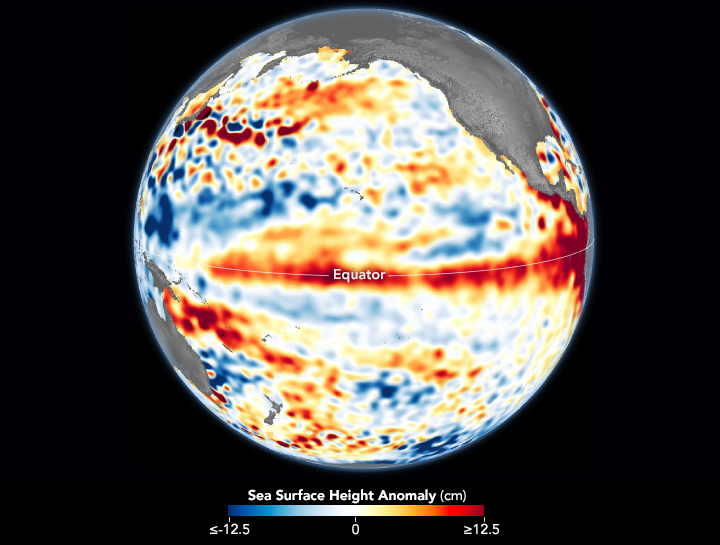
Anomalie der Meeresoberflächenhöhe für 1. bis 10. Juni 2023 – Anstieg im Pazifik entlang des Äquators und vor Südamerika durch die erhöhten Temperaturen aufgrund El Niño

Die Temperaturen im Juni 2023 lagen global um 0,53 °C über der Normalperiode.
Der Juni 2023 war der heißeste seit Beginn der Aufzeichnungen und lag um 0,16 °C über dem Juni 2019, der zuvor der heißeste Juni gewesen war. Damit war der Monat 1,46 °C wärmer als ein durchschnittlicher Juni vor Beginn der Industrialisierung.
In Europa lagen die Temperaturen um 0,74 °C über der Normalperiode, jedoch etwa 1,1 °C unter den Temperaturen im Rekordjahr 2019. In der Schweiz lagen die Temperaturen um 2,3 °C über der Normalperiode. Besonders im Nordwesten Europas war es überdurchschnittlich warm. Im Vereinigten Königreich, Irland, Belgien und den Niederlanden wurde der wärmste Juni seit Beginn der Aufzeichnungen festgestellt. Auch in Frankreich und Skandinavien war es überdurchschnittlich warm. In Finnland wurde jedoch vermutlich ein neuer Tagestiefstwert für Juni erreicht: Eine Station in Lappland meldete −7,7 °C. Ursächlich war ein blockierendes Hochdruckgebiet westlich des Landes, das Polarluft gen Süden strömen ließ. Kälter als gewöhnlich war der Juni im Südosten Europas, darunter auf dem Balkan und in Griechenland, sowie auch in der Türkei und im Westen Russlands.
In Asien war es in großen Teilen Indiens sowie in einem Band von Zentral- bis Ostasien überdurchschnittlich warm.
In Bangladesch kam es Anfang Juni zu der am längsten anhaltenden Hitzewelle des Landes seit etwa einem halben Jahrhundert. In der Hauptstadt Dhaka lagen die Temperaturen um die 40 °C. Im Distrikt Dinajpur im Nordwesten des Landes erreichten sie am 3. Juni mit 41,3 °C den höchsten Wert seit 1958. Auch Indien registrierte 96 Todesfälle in den nördlichen Bundesstaaten Uttar Pradesh und Bihar bei einer Hitzewelle Mitte des Monats, die Temperaturen von 45 °C erreichte. Peking verzeichnete am 22. Juni mit 41,1 °C einen neuen Tagesrekord für den Monat. Der vorherige Rekord von 40,6 °C wurde 1961 aufgestellt, zu Beginn der Aufzeichnungen. In Sibirien kam es zu einer Hitzewelle, bei der mancherorts Temperaturen im Bereich von 40 °C gemessen wurden.
In Nordamerika kam es in Kanada zu überdurchschnittlich hohen Temperaturen, insbesondere im Norden von Québec und Ontario. Ebenso in Mexiko und einigen Gebieten im Süden der Vereinigten Staaten. In Mexiko erreichten die Temperaturen in einer Hitzewelle Mitte/Ende Juni bis zu 49 °C (in Sonora im Nordwesten des Landes). In einigen Städten wurde der Zugang zu fließendem Wasser auf mehrere Stunden täglich beschränkt. Innerhalb von zwei Wochen gab es 104 registrierte Todesfälle.
In Australien lagen die Temperaturen insgesamt um 1,12 °C über dem Mittel von 1961–1990. Die Tageshöchsttemperaturen für Juni lagen im Norden und Osten des Landes über dem Durchschnitt. In Queensland stellten sie einen neuen Rekord für den Monat auf. Im Westen des Landes war es dagegen kühler.
Im Juni begann El Niño, der sich durch wärmere Meeresoberflächentemperaturen im äquatorialen Pazifik auszeichnet.
Am 19. Juni 2023 erreichte die Oberflächentemperatur des Nordatlantiks zudem mit 23,1 °C einen Juni-Rekord seit Beginn der Aufzeichnungen im Jahre 1981 und war damit 1,1 °C wärmer als im Durchschnitt der letzten 40 Jahre. Besonders hoch waren zudem die Lufttemperaturen über dem Weddellmeer, während sie weiter nördlich im Südatlantik nur geringfügig über dem Durchschnitt lagen. Kühler als zur Normalperiode waren die Temperaturen im Südwesten Südamerikas bis zur Amundsensee, vor der Westküste der Vereinigten Staaten, südwestlich Australiens und vor Südafrika.
Das Meereis in der Antarktis erreichte im Juni mit einer Ausdehnung von 17 % unter dem Durchschnitt für Juni einen deutlichen Tiefstwert seit Beginn der Satellitenbeobachtungen. In der Arktis erreichte die Meereisausdehnung eine Fläche von 11,5 Millionen km², was etwa 0,8 % unter dem Wert der Normalperiode liegt, jedoch die größte Ausdehnung für den Monat seit 2013 darstellt.

## Juli

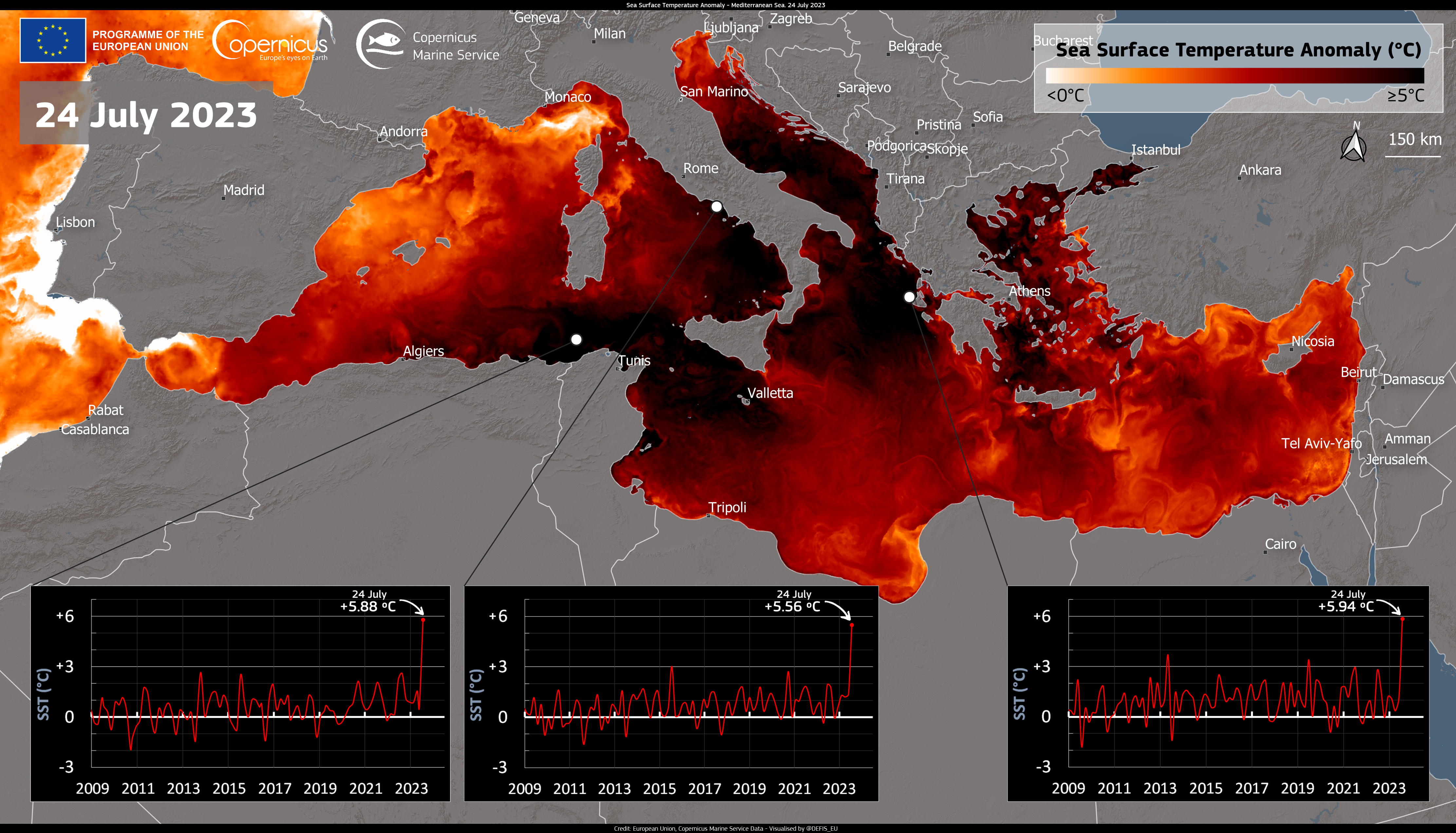
Anomalien der Oberflächentemperaturen im Mittelmeer am 24. Juli und Werte seit 2009 an exemplarischen Orten

Der Juli 2023 war der wärmste Monat überhaupt seit Aufzeichnungsbeginn. Die Temperaturen lagen global um 0,72 °C über dem Wert der Normalperiode und um 0,3 °C über dem bisher wärmsten Monat Juli 2019. In Europa war es um 0,38 °C wärmer als zur Normalperiode, aber um 1,34 °C kühler als im Rekordjahr 2010.
Am 3. Juli 2023 wurde mit einer globalen Durchschnittstemperatur von 17,01 °C der bisher heißeste Tag seit Beginn der Aufzeichnungen gemessen. Der bis dahin heißeste Tag wurde im August 2016 mit 16,92 °C festgestellt. Bereits einen Tag später, am 4. Juli, wurde dieser Rekord mit 17,18 °C noch einmal deutlich übertroffen. Der 5. Juli reihte sich als dritter Tag mit ebenfalls 17,18 °C in diese Temperaturrekordfolge ein. Nach dem ERA5-Datensatz des Copernicus Climate Change Service war der 6. Juli der heißeste Tag mit 17,08 °C. Am 27. Juli gab die WMO bekannt, dass der Juli 2023 der heißeste Monat seit Beginn der Aufzeichnungen war. Die in den ersten drei Juliwochen festgestellte mittlere Temperatur von 16,95 °C lag demnach so weit über dem Wert des bisherigen Rekordmonats Juli 2019 von 16,63 °C, dass schon zu diesem Zeitpunkt praktisch sicher war, dass der Juli einen neuen Temperaturrekord aufstellen würde.
Meteorologen prognostizierten am 15. Juli 2023 eine Hitzewelle in weiten Teilen Südeuropas. Ursächlich war das Hochdruckgebiet Cerberus, dem darauf ein weiteres Hochdruckgebiet namens Caronte folgen sollte. Unter Cerberus erreichten die Temperaturen 38 °C in Italien und über 40 °C in Griechenland. In Athen wurde zum Schutz der Touristen vorübergehend die Akropolis geschlossen. Am 17. Juli brachen an mehreren Orten in Griechenland Waldbrände aus. Angesichts der Hitze wurde in 23 italienischen Städten die Alarmstufe Rot ausgegeben, die auch für gesunde Menschen ein Risiko bedeutet. In Rom erreichten die Temperaturen am 18. Juli mit 41,8 °C einen neuen Höchstwert und auch auf Sizilien wurden Temperaturen um die 41 °C erreicht. In Sardinien war es bis zu 45 °C heiß. Auch im Süden Frankreichs wurden am 18. Juli an einigen Messstationen neue Temperaturrekorde erreicht, darunter 38,3 °C in Renno auf Korsika. Auf Mallorca und in Katalonien wurden mit 44,9 respektive 45,4 °C neue Allzeitrekorde für diese Regionen aufgestellt; auf Mallorca übertrafen zudem einige weitere Orte ihre bisherigen Höchstwerte. Am 24. Juli erreichten die Temperaturen auf Sardinien 48 °C und damit die höchste je im Juli in Europa gemessene Temperatur.
Auch Nordafrika war von der Hitzewelle betroffen. In Teilen Algeriens stiegen die Lufttemperaturen auf 48 °C und in Tunesien auf fast 50 °C. In beiden Ländern kam es zu Waldbränden, die in Algerien durch starke Winde angefacht mindestens 34 Menschen töteten. Auch in Eritrea und dem Nordwesten Äthiopiens waren die Temperaturen überdurchschnittlich hoch.
In Japan erreichten die Temperaturen am 16. Juli fast 40 °C, beispielsweise 39,7 °C in Kiryū und 38,9 °C in Hachiōji im Westen Tokios. In 20 der 47 Präfekturen wurden Hitzschlagwarnungen ausgegeben. Die Durchschnittstemperatur für die Region Nordjapan in der zweiten Julihälfte war die höchste seit Beginn der Aufzeichnungen im Jahr 1946 und für Ostjapan die zweithöchste. In China wurde am 16. Juli mit 52,2 °C in der Gemeinde Sanbao in Xinjiang außerhalb Turpans der nationale Temperaturrekord gebrochen. Der vorherige Rekord aus dem Juli 2017 lag bei 50,6 °C. Die Oberflächentemperaturen in Turpan erreichten nach Angabe des Chinesischen Amts für Meteorologie teilweise um die 80 °C. Ende Juli kamen in Südkorea aufgrund der Hitze mindestens zwölf Menschen ums Leben. Auch in Japan starben drei Menschen vermutlich durch einen Hitzschlag, darunter ein 13-jähriges Mädchen, trotz Vorkehrungen ihrer Schule.
Im Süden der USA gab es infolge einer Hitzekuppel eine langwierige, ausgedehnte Hitzewelle. Im Death Valley in Kalifornien wurde am 15. Juli eine Temperatur von 51 °C gemessen, auch in der Nacht blieb die Temperatur bei 38 °C. In Phoenix, Arizona wurden an dem Tag 47 °C gemessen. In El Paso wurden sogar 30 Tage lang mehr als 38 °C festgestellt. Der Höhepunkt der Hitzewelle war zu dem Zeitpunkt noch nicht erreicht. In Texas wurden Stromkunden aufgerufen, sparsam mit Strom umzugehen, da wegen des enormen Verbrauchs von Klimaanlagen die Stromnetze gefährdet waren. Zu dem Zeitpunkt galten für ca. 110 Mio. US-Amerikaner verschiedene Warnungen vor extremer Hitze. Dies entspricht etwa einem Drittel der US-Bevölkerung. In Phoenix traten 31 Tage in Folge Temperaturen von mindestens 43,3 °C (110 Grad Fahrenheit) auf. Der vorherige Rekord wurde 1974 verzeichnet und lag bei 18 Tagen. Bis 26. Juli 2023 waren es noch einmal deutlich darüber 27 Tage in Folge mit Höchsttemperaturen über 43 °C und bis 27. Juli bestand in El Paso ein ähnlich deutlicher Rekord mit 42 aufeinanderfolgenden Tageshöchsttemperaturen über 38 °C.
Nach einer Attributionsstudie der World Weather Attribution Initiative zu den Hitzewellen im Juli in der nördlichen Hemisphäre wären die Höchsttemperaturen in den USA und Mexiko sowie Südeuropa ohne globale Erwärmung „so gut wie unmöglich“ und die Hitzewelle in China wäre ein Extremereignis, wie es im Durchschnitt einmal in 250 Jahren eintritt. Im aktuellen, bereits erwärmten Klima seien entsprechende Hitzewellen dagegen in den USA/Mexiko etwa alle 15 Jahre, in Südeuropa alle 10 und in China alle 5 Jahre zu erwarten.
Mitte bzw. Ende Juli begann im südamerikanischen Winter eine Hitzewelle in mehreren Staaten Südamerikas.
An der Wernadski-Station in der Antarktis wurden mit 8,7 °C die höchsten jemals dort gemessenen Julitemperaturen im antarktischen Winter erreicht.
Infolge von globaler Erwärmung und den El-Niño-Effekten haben sich auch die Meere stark aufgeheizt. Bei Johnson Key nahe Florida wurden Meerestemperaturen von 36,1 °C gemessen, eine andere Boje bei Vaca Key verzeichnete fast 35 °C. Die Meerestemperaturen liegen im Juli 2023 im globalen Durchschnitt 0,7 °C über dem Mittelwert der Jahre 1982 bis 2011; bereits seit März wurden täglich alle vorangegangenen Temperaturrekorde für die Ozeane übertroffen. Infolge dieser hohen Wassertemperaturen sowie weiterer Temperaturanstiege erwarten Wissenschaftler eine schwere Korallenbleiche. Im weiteren Verlauf des Monats wurden noch höhere Werte festgestellt. Am 24. Juli maß eine weitere Boje in der Nähe von Florida in 1,5 m Tiefe 38,44 °C. Die mittlere Oberflächentemperatur des Nordatlantiks erreichte nach vorläufigen Angaben der National Oceanic and Atmospheric Administration einen neuen Rekordwert von 24,9 °C. Die Höchsttemperaturen werden in der Regel jedoch erst Anfang September erreicht, so stammte auch der bisherige Temperaturrekord aus dem September 2022. Eine marine Hitzewelle betraf zudem das Mittelmeer mit Wasseroberflächentemperaturen, die bis zu 5 – 6 °C über dem Normalwert lagen. Am 24. Juli lag die durchschnittliche Oberflächentemperatur des Mittelmeeres bei 28,71 °C, fast ein halbes Grad über dem bisherigen Rekordwert von 28,25 °C, der während der Hitzewelle in Europa 2003 aufgestellt worden war.

## August
Global war der August 2023 mit einer Durchschnittstemperatur von 16,82 °C der heißeste je gemessene August seit Aufzeichnungsbeginn 1940 und dazu, nach dem Juli 2023, der zweitheißeste jemals gemessene Monat überhaupt. Die Temperaturen lagen global um 0,71 °C und in Europa um 1,36 °C über dem Durchschnitt der Normalperiode.
Am ersten August erreichten unter Hitzekuppelverhältnissen zahlreiche Stationen im Süden Südamerikas und in den Anden Temperaturen von über 35 °C, selbst über 1000 m Höhe. Manche Stationen übertrafen sogar die bisherigen Rekordwerte aus dem Sommerhalbjahr. In Chile wurden an zwei Stationen jeweils 38,7 °C gemessen. In Argentinien lagen die Temperaturen an zahlreichen Stationen zwischen 30 und 35 °C, in Buenos Aires wurde mit 30,1 °C der höchste Wert für einen ersten August gemessen, in Rivadavia stiegen die Temperaturen bis auf 37,2 °C. Auch in Paraguay wurden 37 °C erreicht. Der Wetterhistoriker Maximiliano Herrera schrieb, Südamerika erlebe eines der „extremsten [Wetter]-Ereignisse, die die Welt je gesehen“ habe.
Überdurchschnittlich warm war es im August ebenfalls in Alaska und im Nordwesten Kanadas sowie in Grönland. In den Vereinigten Staaten standen zudem Ende August der Süden, Mittlere Westen und die Great Plains unter einer Hitzekuppel. Vielerorts wurden Rekordtemperaturen erreicht oder übertroffen, darunter in Alexandria in Louisiana (110 °F bzw. 43,3 °C am 19. August) und in Houston (109 °F bzw. 42,8 °C am 24. August). Durch die hohe Luftfeuchtigkeit war die gefühlte Temperatur noch höher. In Chicago wurde beispielsweise am 23. August ein Hitzeindex von 116 °F bzw. 47 °C bestimmt.
Ende August kam es zu einer weiteren Hitzewelle in Südeuropa, die in einigen Gebieten Temperaturen über 40 °C erreichte. In Griechenland, Spanien, Portugal und Italien brachen erneut Waldbrände aus. Am 15. August erreichte die Temperatur in Eskişehir in der Türkei 49,5 °C und damit einen Höchstwert seit Beginn der Aufzeichnungen (übertroffen im Juli 2025). In der Nacht vom 20. auf den 21. August wurde in der Schweiz mit 5298 Meter über Meer (m ü. M.) ein neuer Höhenrekord bei der Nullgradgrenze gemessen, womit der bisherige Rekord von 5184 m ü. M. vom 25. Juli 2022 gebrochen wurde. Am 24. August wurde mit einer Temperatur von 39,3 °C in Genf die dritthöchste je gemessene Temperatur der Schweiz verzeichnet. Über die ganze Schweiz und den ganzen Monat betrachtet lag die Temperatur im Mittel bei 15,5 °C und somit 1,2 °C über der Normalperiode. Der August 2023 gehört in der Schweiz zu den zehn wärmsten Augustmonaten seit Messbeginn 1864. In Mailand wurde am 23. August mit einer Tagesmitteltemperatur von 33 °C der heißeste Tag seit Aufzeichnungsbeginn der lokalen Wetterstation im Jahr 1763 verzeichnet. Weitere Orte in der Lombardei maßen Höchsttemperaturen über 40 °C.
In Marokko wurde am 11. August eine Temperatur von 50,4 °C gemessen und damit erstmals in der Landesgeschichte die 50-Grad-Marke überstiegen. Besonders schwer betroffen waren die Städte El Aaiún, Smara und Agadir.
Auch im Norden Japans wurden neue lokalen Temperaturrekorde aufgestellt, darunter in Akita und Ōdate sowie mit 36,3 C am 23. August in Sapporo.
In Australien ging Ende August der heißeste Winter seit Beginn der Aufzeichnungen im Jahr 1910 zu Ende. Insgesamt lag die Temperatur 1,53 °C über dem langjährigen Durchschnitt.
In Teilen der Antarktis waren die Temperaturen deutlich unterdurchschnittlich, jedoch in anderen überdurchschnittlich.
Für die durchschnittliche Meeresoberflächentemperatur ausschließlich der Polarregionen wurde in der ersten Augustwoche ein neuer Höchstwert von 20,96 °C gemessen. Ungewöhnlich daran war neben dem Wert an sich vor allem der Zeitpunkt. Typischerweise erreichen die Ozeane erst im März ihre jeweils höchste Temperatur, weshalb erwartet wird, dass die Meerestemperatur noch monatelang weiter steigen wird.

## September

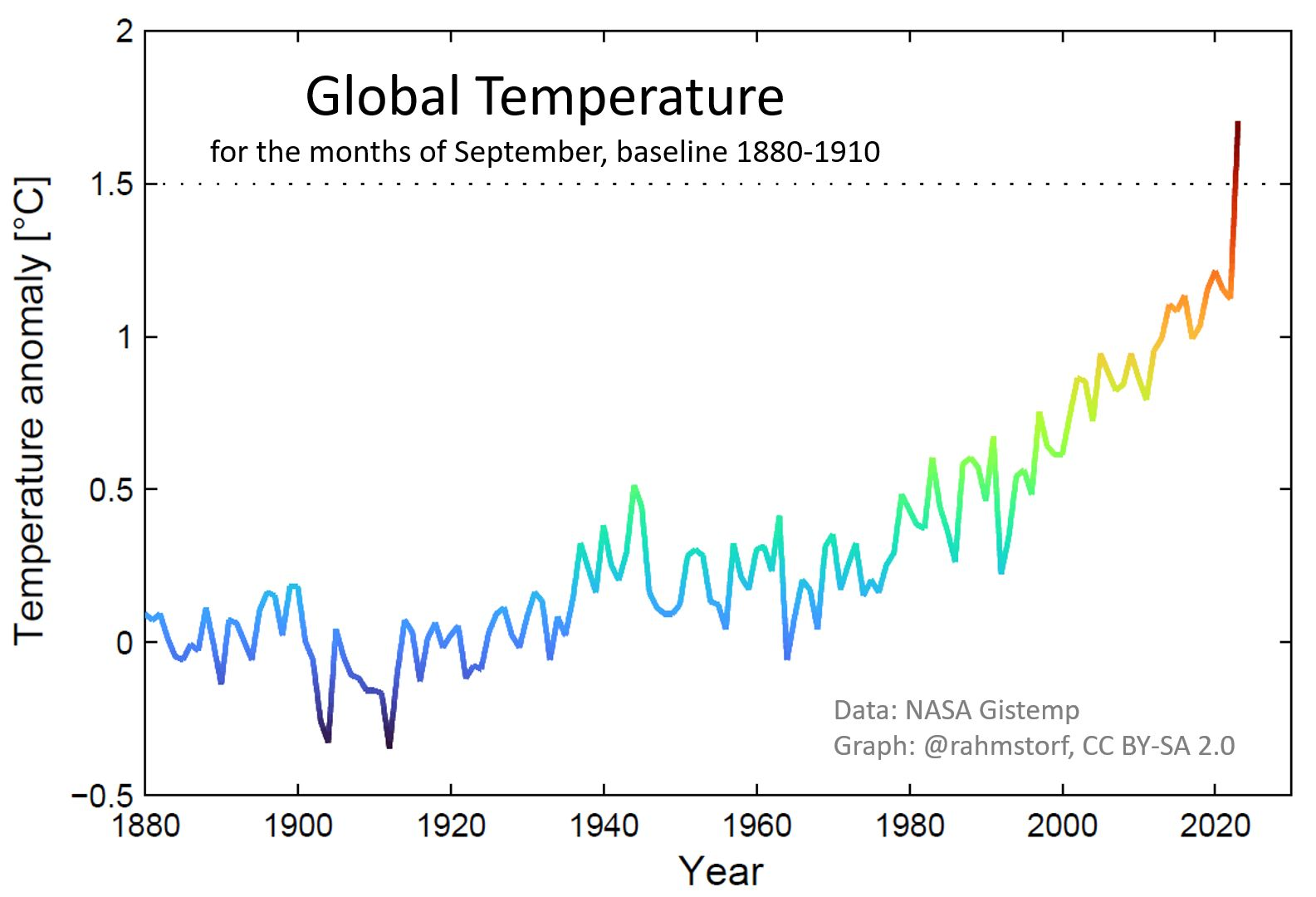
Globale Temperaturanomalie September 2023 verglichen mit vorangegangenen Septembermonaten

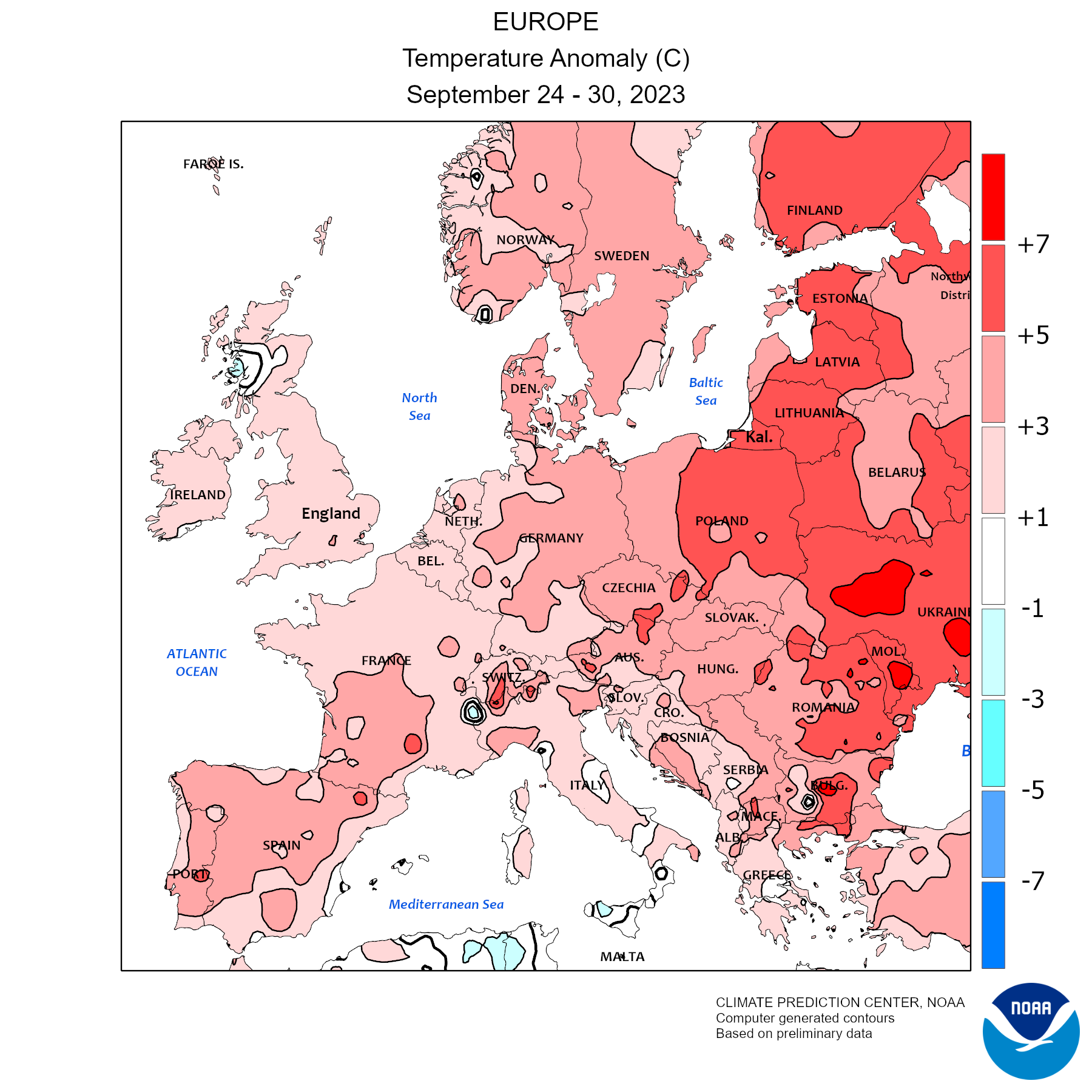
Temperaturanomalien in Europa für 24. bis 30. September 2023

Der September 2023 war auf globaler Ebene mit einer Durchschnittstemperatur von 16,38 °C der wärmste je gemessene September seit Messbeginn. Er lag ca. 1,75 °C über den Werten eines vorindustriellen Septembers und war damit auf Monatsbasis deutlich wärmer als die 1,5 °C Erderwärmung, die gemäß Pariser Klimaschutzvertrag keinesfalls längerfristig überschritten werden dürfen. Zugleich überbot er den bisher heißesten September aus dem Jahr 2020 um 0,5 °C. Das war mit Abstand die größte Hitzeanomalie seit Beginn der Aufzeichnungen im Jahr 1940; üblicherweise werden solche Rekorde um Werte von etwa 0,1 °C gebrochen. Der Klimaforscher Zeke Hausfather bezeichnete die Septembertemperaturen als „absolutely gobsmackingly bananas“ (etwa: „absolut verblüffend verrückt“) und erklärte, dass vor ein oder zwei Jahrzehnten selbst der Juli nur selten so heiß gewesen sei. Auch in Europa war der September der wärmste je gemessene September seit Messbeginn und überbot den bisher wärmsten in Europa gemessenen September ebenfalls aus dem Jahr 2020 um 1,1 °C.
In der Nacht zum 4. September wurde mit 5253 m ü. M. die zweithöchste je in der Schweiz gemessene Nullgradgrenze verzeichnet. Tags darauf wurde mit 5144 m ü. M. die vierthöchste je in der Schweiz gemessene Nullgradgrenze verzeichnet. Durch eine Omegalage wurden ab diesem Tag in der Schweiz an mehreren Messstationen täglich neue September-Rekordtemperaturen aufgestellt, welche sich teilweise selber mehrfach überboten. Am Rande des Omegahochs Patrizia sorgten zwei Tiefdruckgebiete hingegen für verheerende Niederschläge und zahlreiche Überschwemmungen einerseits in Spanien und andererseits in Griechenland, Bulgarien, der Türkei und Libyen. In der ersten Septemberhälfte herrschte auf der Nordhalbkugel der Erde eine Hitzewelle mit für diese Jahreszeit bisher nicht gekanntem Ausmaß. In verschiedenen europäischen Ländern wie Deutschland, Österreich, Belgien, Frankreich und Polen war der September der wärmste seit Beginn der Aufzeichnungen. In Deutschland und Belgien lagen die Septembertemperaturen um fast 4 °C über dem Septemberdurchschnitt der Jahre 1961–1990. In Frankreich wurde der Temperaturdurchschnitt des zuvor wärmsten Septembers um mehr als 1 °C überboten. Auch wurde mit 38,8 °C die heißeste Septembertemperatur seit Beginn der Aufzeichnungen gemessen. Auch die Schweiz verzeichnete mit einem landesweiten Mittel von 14,3 °C und 3,8 °C über der Normalperiode den bisher wärmsten September seit Messbeginn, womit der bisherige Rekord aus dem Jahr 1961 (landesweites Mittel 13,3 °C und 2,9 °C über der Normalperiode) bei weitem übertroffen wurde.
Auch in Neuseeland, auf der Südhalbkugel, war der September der wärmste seit Beginn der Aufzeichnungen. Mitte September, kurz nach Ende des Südwinters, kam es in Australien im Zuge einer Hochwetterlage zu einer starken Hitzewelle, bei der die Temperaturen in mehreren Bundesstaaten 10 bis 16 Grad über den Durchschnittswerten für September lagen. Mancherorts stiegen die Werte auf 37 bis 39 °C. Der Wetterdienst Weatherzone sprach von einer „noch nie da gewesenen Hitzewelle zu Beginn der Saison“. Die Durchschnittstemperaturen für September lagen in Australien 2,43 °C über dem Durchschnitt von 1961–1990, was dem drittwärmsten Septembermonat seit Aufzeichnungsbeginn im Jahr 1910 entsprach.
Im September ging in Südamerika ein außergewöhnlich heißer Winter zu Ende. Staaten wie Brasilien, Peru, Bolivien, Paraguay und Argentinien verzeichneten alle die höchsten Septembertemperaturen seit Beginn der Aufzeichnungen. In verschiedenen Staaten wurden Temperaturen von mehr als 40 °C gemessen, in Filadelfia in Paraguay stiegen die Temperaturen bis auf 44,4 °C. In Peru, wo die Temperaturen selbst im Sommer fast nie 40 °C erreichen, wurden mehr als 40 °C gemessen, nur ein Grad weniger als der Allzeitrekord von 41,1 °C. In Brasilien wurden am 24. September gleich in 11 Bundesstaaten Temperaturen über 40 °C gemessen, in São Paulo waren es 36,5 °C. In São Romão lagen die Temperaturen am 25. September mit 43 °C nur 2 Grad unter den Temperaturen der Sahara. Unterdurchschnittliche Temperaturen herrschten lediglich im äußersten Süden Südamerikas. Eine Attributionsstudie zu der ungewöhnlichen Hitzeperiode im August bis September in Südamerika kam zu dem Ergebnis, dass diese durch den menschengemachten Klimawandel um mindestens den Faktor 100 wahrscheinlicher wurde bzw. die Temperaturen ohne die globale Erwärmung um 1,4 bis 4,3 °C niedriger ausgefallen wären. Einen Beitrag zur Hitze hatte auch El Niño.
In Nordamerika war es bis auf den äußersten Westen ebenfalls überdurchschnittlich warm, insbesondere im Süden der USA und Norden Mexikos sowie im zentralen und östlichen Kanada.
In Afrika herrschten im September im Vergleich zur Normalperiode ebenfalls überdurchschnittlich hohe Temperaturen. Ausnahmen waren der äußerste Süden des Kontinents und Libyen, das von starken Regenfällen betroffen war.
Das atlantische Meereis erreichte nach vorläufigen Daten am 10. September mit 16,96 Millionen km² den Zeitpunkt der maximalen Eisausdehnung im antarktischen Winter. Dies war mit Abstand die niedrigste maximale Eisbedeckung seit Beginn der Aufzeichnung vor 45 Jahren und lag mehr als eine Million km² unter dem vorherigen Niedrigstwert von 1986. Im Durchschnitt der Jahre 1981 bis 2010 lag die maximale Eisausdehnung bei 18,71 Millionen km². Bereits im Februar und März 2023 hatte das antarktische Meereis die niedrigste Ausdehnung im antarktischen Sommer erreicht.
In der Arktis war der Sommer von Juli bis September der wärmste seit Beginn der dortigen Wetteraufzeichnungen im Jahr 1900.

Meereisausdehnung im September
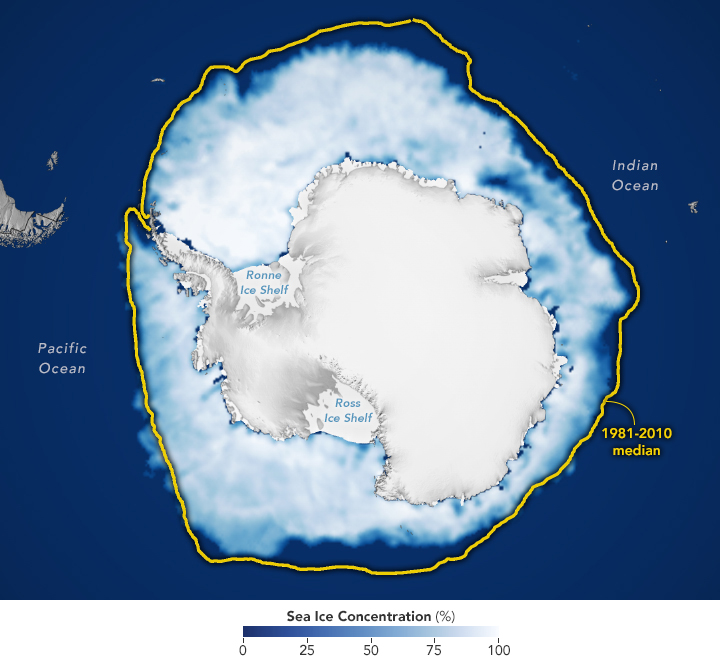
Ausdehnung des antarktischen Meereises am 10. September 2023
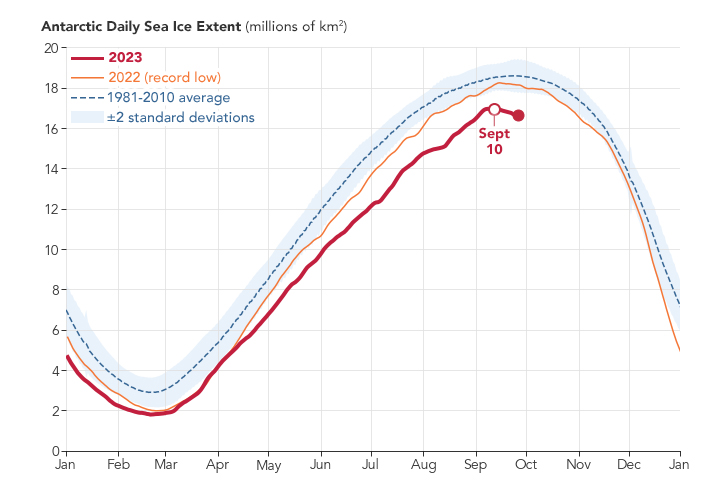
Ausdehnung des antarktischen Meereises am 10. September 2023
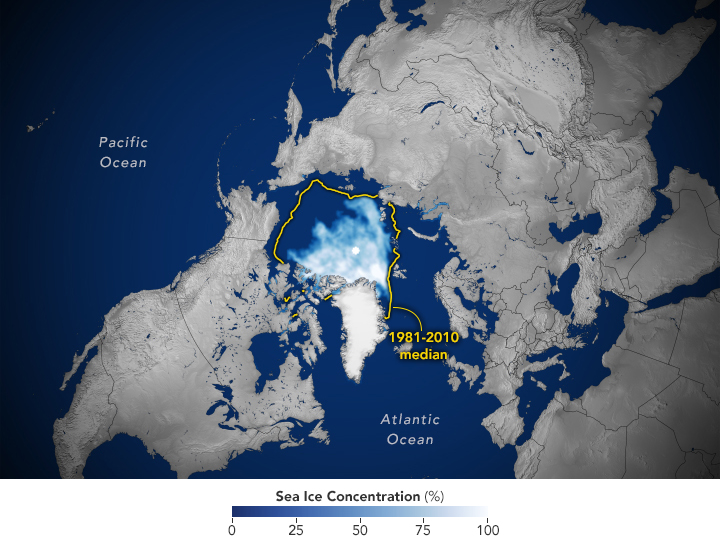
Ausdehnung des arktischen Meereises am 19. September 2023
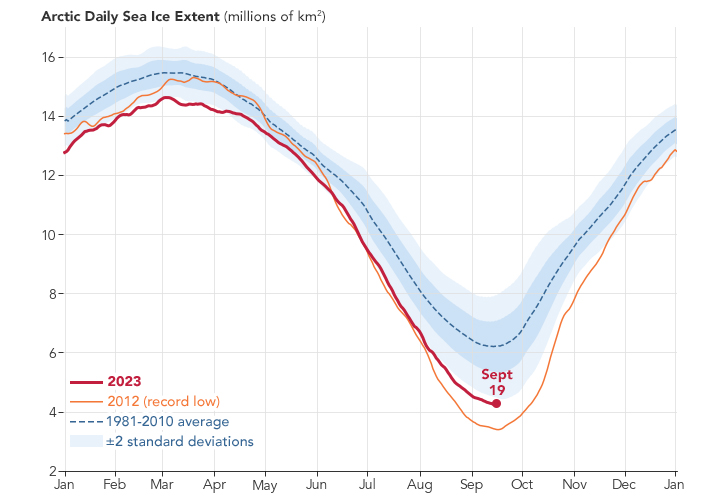
Ausdehnung des arktischen Meereises am 19. September 2023

## Oktober

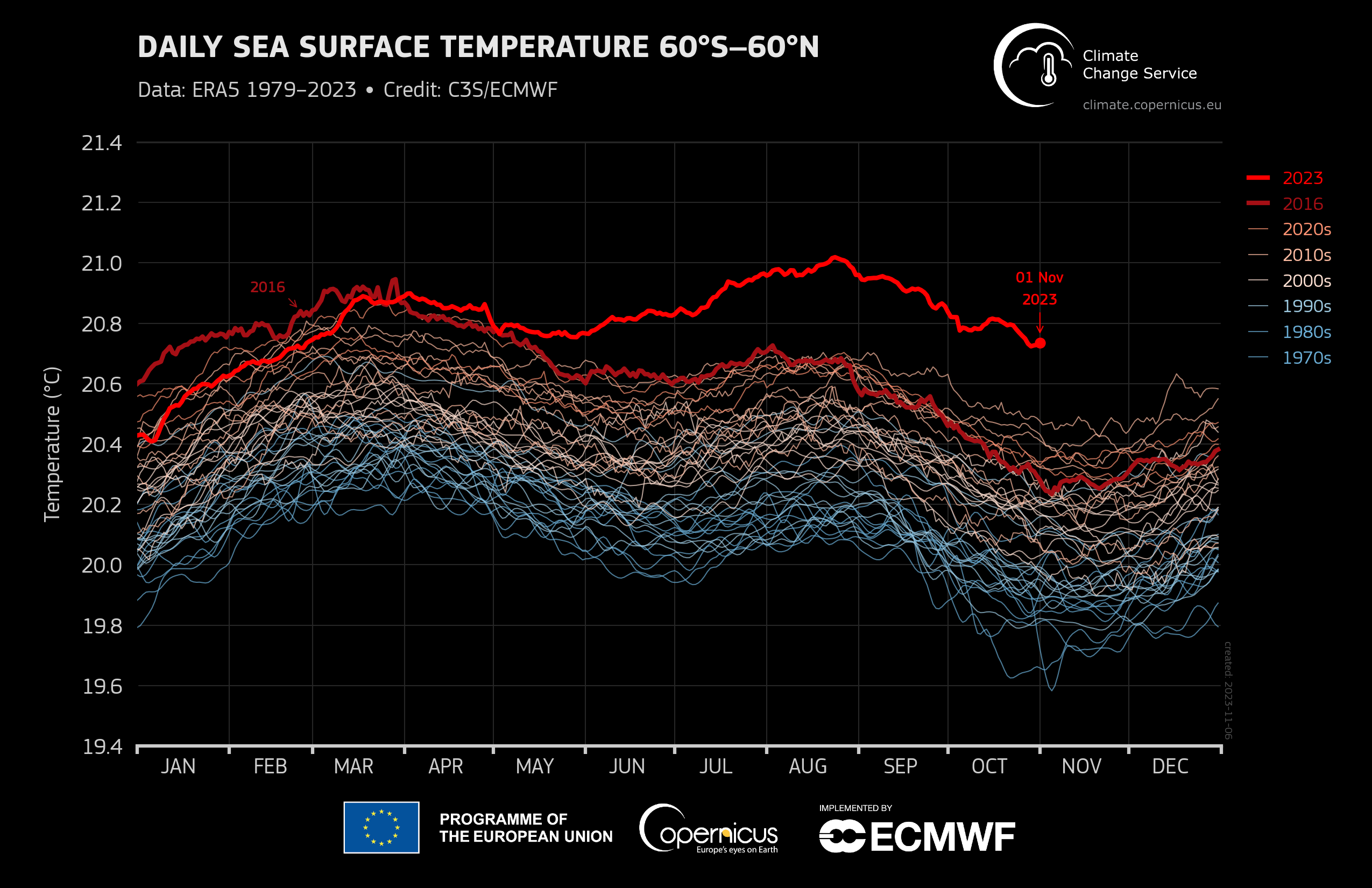
Entwicklung der täglichen Meeresoberflächentemperatur zwischen 60° S und 60° N mit deutlichen Rekordwerten seit Mai 2023

Der Oktober 2023 war global gesehen, mit einem Mittel von 15,3 °C und 0,85 °C über der Norm, der bisher wärmste Oktober seit Messbeginn und 0,4 °C wärmer als der bisherige Rekord aus dem Jahr 2019. Der Oktober war zudem der fünfte Monat in Folge mit neuen Rekordtemperaturen und nach September 2023 der Monat mit der größten Temperaturanomalie im 1940 beginnenden ERA5-Datenzeitraum. In Europa war es der viertwärmste Oktober seit Messbeginn und in der Schweiz mit einem landesweiten Mittel von 9,7 °C und 3 °C über der Normalperiode der zweitwärmste, nach dem Oktober 2022. Auch Frankreich verzeichnete mit einer Durchschnittstemperatur von 16,4 °C den nach 2022 zweitwärmsten Oktober.
In Deutschland wurden am 2. Oktober zahlreiche Oktober-Temperaturrekorde gebrochen, die 30-Grad-Marke wurde dabei nur knapp verfehlt. Zudem wurden auch bei vielen Tiefsttemperaturen neue Oktober-Rekorde aufgestellt, in Essen im Ruhrgebiet wurde mit 19,7 °C beinahe eine Tropennacht (≥ 20 °C) erreicht. Am 3. Oktober wurde in allen neun Landeshauptstädten Österreichs ein Sommertag (≥ 25 °C) verzeichnet. In Langenlebarn in Niederösterreich reichte es mit 30,3 °C gar zu einem Hitzetag (≥ 30 °C), womit der jahrzehntelange Oktober-Temperaturrekord von 30,2 °C, welcher am 4. Oktober 1966 in Fußach in Vorarlberg verzeichnet wurde, gebrochen wurde. Am 1. Oktober wurde in der Schweiz mit 4618 m ü. M. ein neuer Oktober-Höhenrekord bei der Nullgradgrenze registriert. Der bisherige Oktober-Höchstwert lag bei 4550 m ü. M. und wurde am 8. Oktober 1995 verzeichnet. Bereits bis zum 3. Oktober wurden in der Schweiz an zahlreichen Messstationen teils jahrzehntelange Oktober-Temperaturrekorde gebrochen. Im Vergleich zum klimatischen Mittel lagen die Temperaturen nach den ersten drei Tagen des Oktobers rund 6 °C über dem Durchschnitt. Am 8. und 9. Oktober wurden an zahlreichen Messstationen Sommertage verzeichnet, was für den Oktober eigentlich eine Seltenheit darstellt. Bis Mitte Oktober wurden insgesamt rund 40 Oktober-Rekorde verzeichnet. Gab es an der Messstation Bern/Zollikofen von 1864 bis 2022 im Oktober insgesamt nur einen Sommertag, kamen im Jahr 2023 bisher, mit Stand vom 12. Oktober, gleich fünf weitere hinzu.
Kälter als gewöhnlich war es innerhalb Europas lediglich in Skandinavien, wo beispielsweise Norwegen den kältesten Oktober seit 2009 verzeichnete.
In weiten Teilen Asiens und Nordamerikas sowie in Nord- und Zentral-Südamerika lagen die Temperaturen im Oktober ebenfalls über dem Wert der Normalperiode. In vielen kanadischen Städten wurden neue Tageshöchstwerte für Oktober erreicht. In Brasilien erlebte das Amazonasbecken zudem eine schwere Dürre, die Flüsse austrocknete oder ihren Wasserstand soweit senkte, dass einige nur über den Wasserweg erreichbare Orte von der Außenwelt abgeschnitten wurden. In Manaus und 20 weiteren Städten wurde ein Ausnahmezustand ausgerufen. Durch die Dürre und Hitzewelle verendeten zudem Massen an Fischen und Flussdelphinen.
Auch in Afrika fielen die Temperaturen im Oktober überdurchschnittlich hoch aus, insbesondere im Nordwesten des Kontinents und im Sudan bis Nordäthiopien.
In Malawi stiegen die Temperaturen während einer Hitzewelle Mitte Oktober teilweise bis auf 43 °C. Damit lagen sie fast 20 °C über den für die Jahreszeit üblichen Werten von rund 25 °C. Eine ähnliche Hitzewelle gab es zuletzt im November 2020 mit damals bis zu 37 °C. In Madagaskar war der Oktober 2023 der heißeste seit den 1950er Jahren. Nach einer Attributionsstudie fielen durch die globale Erwärmung die Temperaturen um etwa 1 bis 2 °C wärmer aus bzw. erhöhte sich die Wahrscheinlichkeit für das Erreichen der gemessenen Durchschnittstemperaturen um mindestens den Faktor 100. In Madagaskar hat weniger als die Hälfte der Bevölkerung Zugang zu Strom und sauberem Wasser, sodass die meisten Abkühlungsmethoden bei extremer Hitze für einen großen Teil der Bevölkerung unzugänglich sind.
Angefacht durch hohe Temperaturen und Trockenheit stieg die Anzahl der Buschbrände Ende Oktober im australischen Queensland auf über 20. Am 24. Oktober erreichten die Höchsttemperaturen in der Region Werte von 40 °C. Die Durchschnittstemperatur für Oktober lag in Australien um 1,05 °C über dem Wert für 1961–1990 und für die Höchst- und Tiefsttemperaturen um 1,91 °C bzw. 0,20 °C. Die höchste Tagestemperatur des Monats wurde mit 44,6 °C am 21. Oktober in Mardie in Western Australia erreicht und die niedrigste mit −0,7 °C am 25. Oktober auf dem Gipfel des Mount Wellington in Tasmanien.
Die durchschnittliche Meeresoberflächentemperatur betrug für 60° S bis 60° N im Oktober 20,79 °C, der höchste jemals gemessene Wert für den Monat.
Die Meereisausdehnung in der Antarktis lag im Oktober den sechsten Monat in Folge bei einem jeweiligen Rekordminimum. In der Arktis lag die Ausdehnung mit 6,9 Millionen Quadratkilometer um 12 % unter dem Durchschnitt für Oktober, was dem siebtniedrigsten Oktoberwert entspricht.

## November
Der November 2023 war global gesehen mit einer durchschnittlichen Oberflächenlufttemperatur von 14,22 °C und 0,85 °C über der Normalperiode der bisher wärmste November seit Messbeginn und 0,32 °C wärmer als der bisherige Rekordnovember aus dem Jahr 2020. Der November 2023 war zudem der sechste Monat in Folge mit neuen Rekordtemperaturen. In Europa lagen die Temperaturen 0,48 °C über der Normalperiode, womit der Monat 1,26 °C kälter war als der wärmste November in Europa, der November 2015, und kälter als 14 andere November im Zeitraum seit 1996. In der Schweiz ereignete sich ein ausgesprochen niederschlagsreicher November, mit Temperaturen um 0,2 °C unter der Normalperiode.
Im östlichen Mittelmeer lagen die Wasseroberflächentemperaturen deutlich über dem Durchschnitt. Insbesondere im Ägäischen Meer erreichten sie Werte um 3 bis 4 °C über den für die Jahreszeit üblichen. Im Schwarzen Meer lagen die Wasseroberflächentemperaturen noch deutlicher um 4 bis 6 °C über dem Durchschnitt.
Im November kam es zudem im südöstlichen und zentralen Brasilien erneut zu einer Hitzewelle. In Rio de Janeiro erreichten die Temperaturen am 12. November mit 42,5 °C bei einer gefühlten Temperatur von 52 °C einen neuen Höchstwert für November. In über 3000 Orten wurde eine Hitzewarnung ausgegeben. Über 100 Millionen Menschen in Brasilien und Paraguay waren von der Hitze betroffen.
Auch in Tokio wurde am 7. November mit 27,5 °C eine neue Höchsttemperatur für den Monat seit Messbeginn im Jahr 1875 verzeichnet. Bereits an 142 Tagen im Jahr 2023 lagen die Temperaturen in der Stadt über 25 °C.
In Australien lagen die Temperaturen im November um 1,58 °C über dem Durchschnittswert für 1961–1990, womit es sich um den neuntwärmsten Novembermonat seit 1910 handelte.

Am 17. November überschritt die Globale Erwärmung erstmals überhaupt auf Tagesbasis die kritische Schwelle von zwei Grad. Nach vorläufigen Daten des EU-Klimawandeldienstes Copernicus lag die Temperatur 2,07 °C über der Temperatur der Referenzperiode 1850–1900. Einen Tag später lag die Temperatur 2,06 °C über der vorindustriellen Referenzperiode, womit die Zwei-Grad-Schwelle erneut gebrochen wurde. Das international gültige Pariser Abkommen verpflichtet die Staaten dazu, die Erderwärmung auf deutlich unter zwei Grad Erwärmung zu begrenzen und möglichst 1,5 Grad Erderwärmung nicht zu überschreiten, um die Risiken und Folgen des Klimawandels möglichst gering zu halten. Die 2,07 °C stellten zugleich die größte Abweichung vom geschätzten Durchschnitt eines Tages für die vorindustrielle Zeit seit Beginn der Aufzeichnungen dar. Copernicus wies darauf hin, dass das Pariser Abkommen mit dieser Erwärmung auf Tagesbasis noch nicht gebrochen sei. Hierfür werden längere Zeiträume im Jahresbereich hergezogen. Jedoch unterstreiche dieser Wert, dass die Welt den „international vereinbarten Grenzwerten“ bereits nahe gekommen sei.

## Dezember

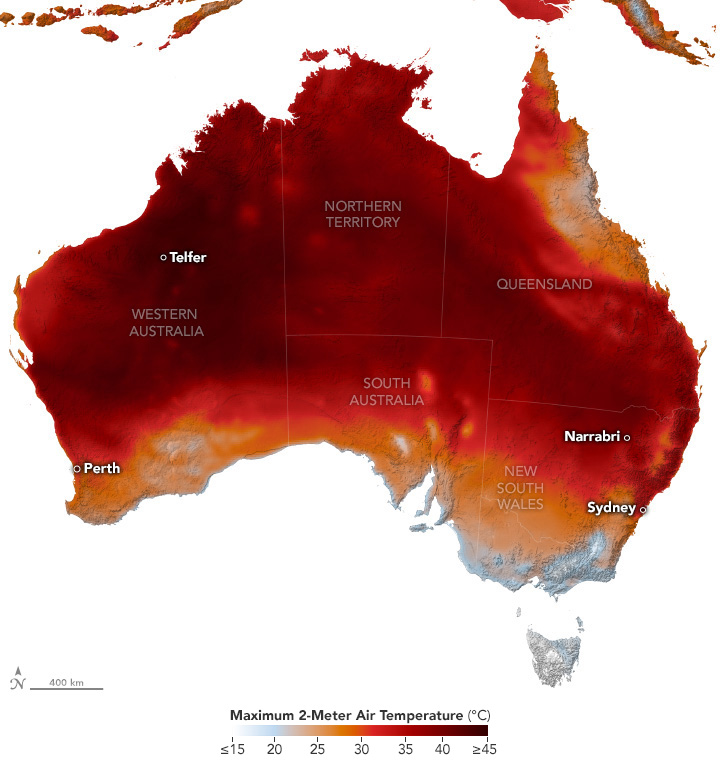
Modellierte maximale Lufttemperaturen (°C) am 16. Dezember 2023 in Australien

Auch der Dezember 2023 stellte einen neuen Temperaturrekord auf. Mit 13,51 °C fiel er um 0,85 °C wärmer aus als der Dezemberdurchschnitt für die Normalperiode 1991–2020 und nach Schätzungen um 1,78 °C wärmer als für 1850–1900. In Europa lagen die Temperaturen insgesamt um 0,97 °C über der Normalperiode. In Nordeuropa lagen sie jedoch unter dem Durchschnitt.
In Deutschland lagen die Temperaturen im Dezember laut dem Deutschen Wetterdienst um 1,8 °C über denen der Normalperiode. Es war der fünfzehnte Dezember in Folge mit hohen Temperaturen. Die bundesweit höchste Dezembertemperatur im Jahr 2023 wurde am Heiligen Abend durch Föhnunterstützung im oberbayerischen Piding mit 16,9 °C gemessen. Die niedrigste lag bei −18,9 °C und wurde am 3. Dezember im niederbayerischen Gottfrieding erreicht. In der Schweiz wurde der fünftwärmste und ein ausgesprochen niederschlagsreicher Dezember verzeichnet, mit einer landesweiten Mitteltemperatur von 0,6 °C und einer Abweichung von 2,0 °C über der Normalperiode. Am 23. Dezember wurde in Locarno mit 22,3 °C ein neuer Dezember-Temperaturhöchstrekord für das Tessin gemessen, womit der bisherige Rekord vom 4. Dezember 1967 überboten wurde. Am 25. Dezember wurde an praktisch allen Stationen auf der Alpensüdseite für einen 24. Dezember neue Höchstwerte registriert. Am 25. Dezember wurden auch auf der Alpennordseite neue Tagesrekorde gemessen, u. a. in Bern, Payerne, Koppigen, Langnau im Emmental und Hallau. Am 12. Dezember wurden in Málaga 29,9 °C gemessen, die höchste jemals in Spanien in einem Dezember registrierte Temperatur. Armenien verzeichnete den wärmsten Dezember seit 100 Jahren. Skandinavien, Island und auch Grönland sowie der Nordwesten Russlands erlebten dagegen einen kalten Dezember. In Schweden war es das dritte Jahr in Folge mit unterdurchschnittlichen Temperaturen im Dezember. Einige Tagestemperaturen lagen um 10 °C unter dem Durchschnitt und die niedrigste Temperatur des Monats wurde in den Bergen Lapplands mit −36,9 °C gemessen.
Außerhalb Europas war es vor allem in Nordamerika und dort in Kanada deutlich überdurchschnittlich warm. So verzeichnete beispielsweise Thunder Bay in Ontario den wärmsten Dezember seit Aufzeichnungsbeginn. Weniger stark fielen die Temperaturanomalien in Mittel- bis Südamerika und Afrika aus.
Australien verzeichnete den viertwärmsten Dezember seit Aufzeichnungsbeginn im Jahr 1910. Die Temperaturen lagen dort laut dem Bureau of Meteorology um 1,60 °C über dem Durchschnitt für 1961–1990.
Am Sydney Airport erreichten sie am 9. Dezember 43,5 °C, die höchsten an der Messstation seit 1929 und etwa 15 °C über den Durchschnittswerten für Dezember. In weiten Teilen von New South Wales wurden Buschbrandwarnungen herausgegeben. Eine weitere Hitzewelle betraf Mitte Dezember vor allem Western Australia, aber auch weiter östliche Teile Australiens. Am 16. Dezember erreichte der Ort Telfer in Western Australia mit 45 °C, die höchste an diesem Tag im ganzen Land gemessene Temperatur. In Brisbane an der Küste von Queensland wurden 33 °C gemessen und 34 °C am Sydney Airport in New South Wales. Die Trockenheit und Hitze begünstigte die Ausbreitung von Buschfeuern in Western Australia, dem Northern Territory und New South Wales. Nach Angaben von Global Forest Watch sind 2023 bis Mitte Dezember etwa doppelt so viele Buschbrände verzeichnet worden wie zu diesem Zeitpunkt in der als „Black Summer“ bekannten Rekordsaison 2019/2020. Die Buschfeuer erreichen in der Regel im Januar oder Februar ihren Höhepunkt.
Kalte Luft aus der Arktis brachte im Dezember eine Kältewelle und blizzardartige Bedingungen in den Norden und Nordosten Chinas. In einigen Gebieten fielen die Temperaturen runter auf −40 °C. Peking verzeichnete den kältesten Dezember seit Aufzeichnungsbeginn 1951. In Skandinavien hielt die Kälteanomalie bis mindestens Mitte Februar 2024 an.